# Бронепалубный крейсер

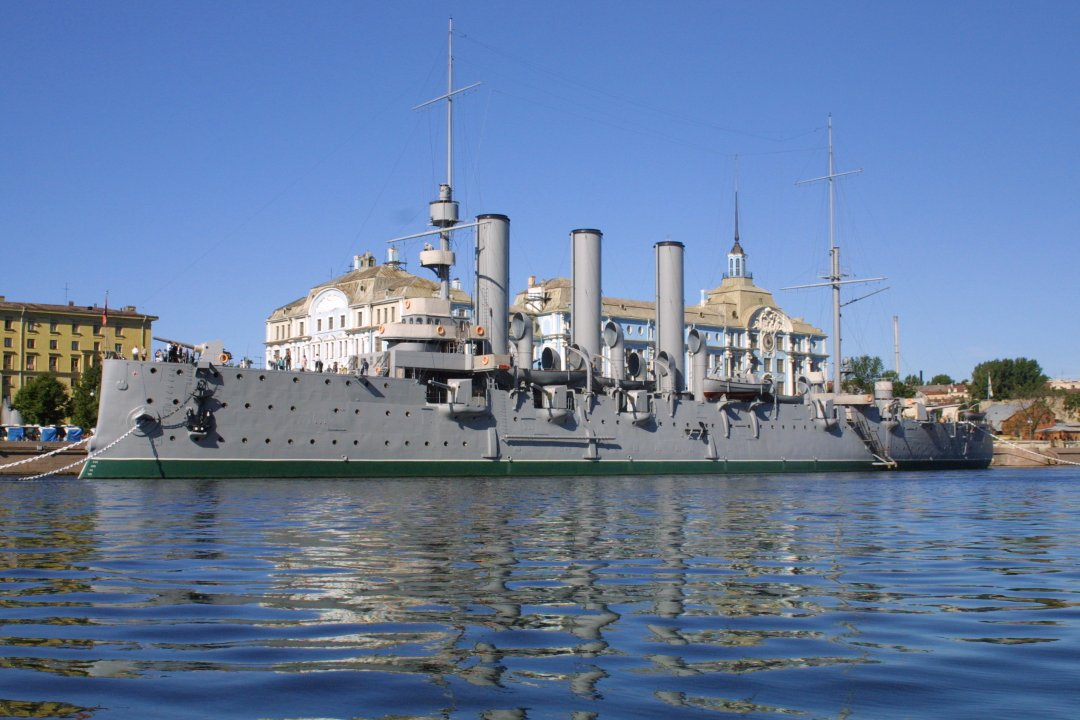
Бронепалубный крейсер «Аврора». Корабль-музей. Санкт-Петербург, Россия.

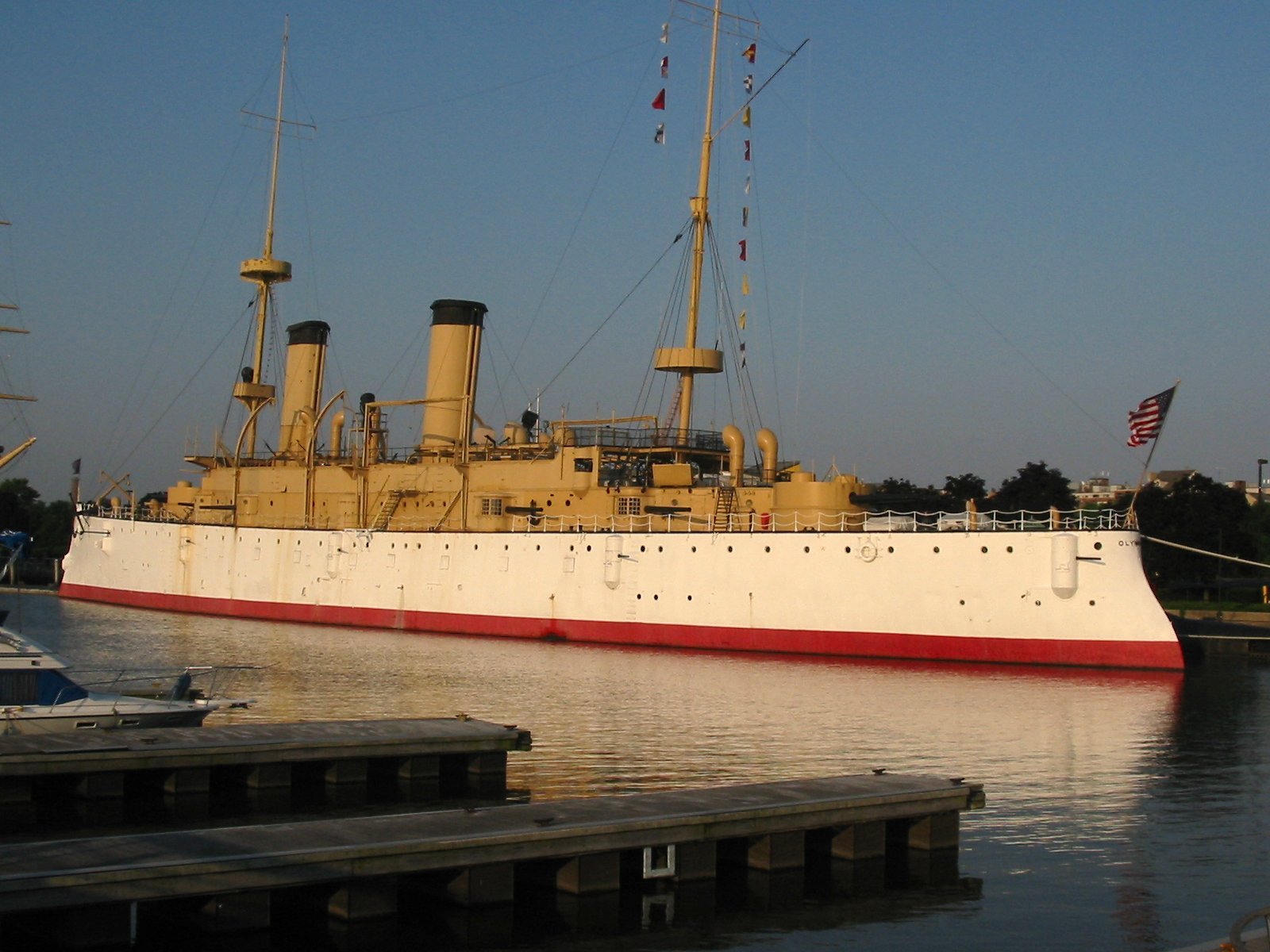
Бронепалубный крейсер «Олимпия». Корабль-музей. Филадельфия, США.

Бронепалубный крейсер — распространённый в конце XIX — начале XX века тип крейсера, защита механизмов и орудийных погребов которого состояла из броневой палубы, плоской либо выпуклой (карапасной, от carapace — «панцирь черепахи»). Впервые появились в 1878 году, строились или приобретались большинством морских держав до начала Первой мировой войны, составляли на рубеже веков наиболее многочисленную часть их крейсерских сил. В иностранной литературе широко распространён англоязычный термин «защищённый крейсер» (англ. Protected cruiser).

## Зарождение и развитие класса бронепалубных крейсеров

Схема бронирования бронепалубного крейсера с карапасной броневой палубой (красная линия). Над скосами броневой палубы расположены угольные ямы.

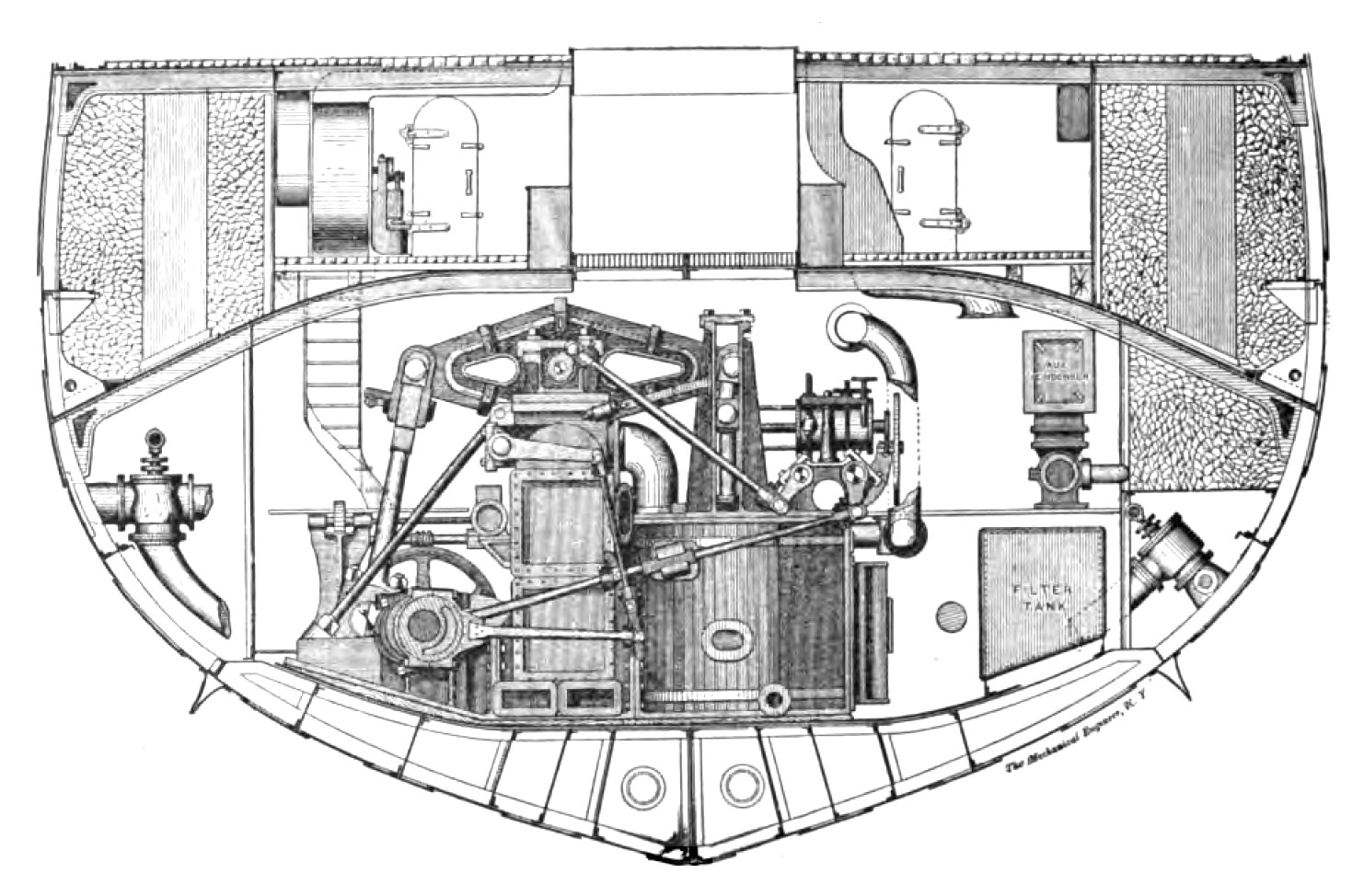
Разрез по мидель-шпангоуту типичного бронепалубного крейсера. Хорошо видны сама карапасная броневая палуба и угольные ямы, служащие единственной защитой борта в районе ватерлинии.

Парусно-паровые фрегаты и корветы 1860-х — 1870-х годов строились, как правило, без броневой защиты. В погоне за скоростью и дальностью, при ограниченном водоизмещении, имея машины с невысокой агрегатной мощностью, конструкторы предпочитали полагаться лишь на размещение жизненно важных центров корабля — погребов боеприпаса, котлов и машин — ниже ватерлинии и защиту их бортовыми угольными ямами. Типичными представителями данного класса были американские фрегаты типа «Вампаноа» и британские типа «Айрис».
Однако опыт Гражданской войны в США показывал, что на коммуникации могут выйти десятки вспомогательных крейсеров, не уступающие военным кораблям в скорости и вооружении и при этом достаточно крупных для обеспечения приемлемой живучести при обстреле из среднекалиберной артиллерии. Требовалось придать крейсерам решающее преимущество в бою с рейдерами, перестроенными из коммерческих пароходов. При этом крейсеров требовалось много, так что вопрос стоимости стоял очень остро.
Ещё одним поводом для создания нового типа военных судов стали как минимум спорные итоги применения безбронных крейсеров в бою, в частности — сражения британских «Шаха» и «Аметиста» против перуанского монитора «Уаскар» 29 мая 1877 года. Имея подавляющее превосходство в огневой мощи, британцы не смогли вывести бронированного противника из строя. При этом тактика ведения огня с больших дистанций себя не оправдала, крейсерам пришлось идти на сближение, и лишь крайне слабая выучка перуанских комендоров позволила крейсерам избежать попаданий. Стало ясно, что при встрече с более подготовленным противником, безбронные корабли попадут в тяжёлое положение.
Поскольку бортовой броневой пояс могли нести лишь крупные и дорогие корабли, были предложено паллиативное решение — ограничить защиту броневой палубой. Первым в мире бронепалубным крейсером стал британский корвет «Комюс», заложенный в 1876 году. На нём, ниже ватерлинии, была установлена плоская броневая палуба, прикрывавшая машины и котлы от попаданий снарядов и падения обломков расположенных выше конструкций. В нос и корму «Комюс» оставался незащищённым, кроме того — ничто не мешало распространению воды в отсеках выше броневой палубы, что могло вызвать значительные затопления в бою и даже потерю остойчивости.

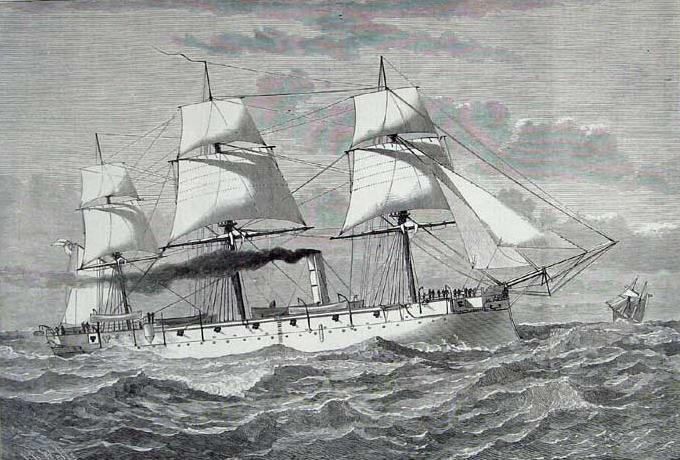
«Комюс» — первый бронепалубный крейсер в мире.

Следующими этапными кораблями стали корветы типа «Линдер», заложенные в 1880 году. На них были установлены более современные машины, возвышавшиеся над ватерлинией, что вынудило и броневую палубу расположить выше уровня ватерлинии, а для предотвращения затопления расположенных ниже неё отсеков — добавить уходящие ниже ватерлинии скосы по краям, которые стали типичной чертой последующих бронепалубных крейсеров.
Все эти корабли были типичными «защитниками торговли», предназначенными для охраны коммуникаций и охоты за вражескими рейдерами — тип, характерный в первую очередь для флота Великобритании. Впоследствии появилась идея включения подобных кораблей в броненосную эскадру в качестве быстроходных разведчиков, которым наличие определённой защиты от огня противника давало шанс уйти в случае столкновения с главными силами неприятельского флота.
Иная идея получила развитие в крейсере «Эсмеральда», заложенном в 1882 году британской фирмой «Армстронг» для чилийского флота и ставшем дальнейшим развитием линии канонерских лодок конструкции Джорджа Рендела. Этот корабль был задуман как бюджетная, но вполне полноценная боевая единицы флота, несущая мощную артиллерию при посредственной, но обеспечивающей минимальную боевую живучесть защите — что в теории позволяло бороться как минимум со второклассными броненосцами. На этом корабле броневая палуба продолжалась на всю длину корпуса, возвышаясь над ватерлинией в средней части, и имела скосы к бортам, заканчивавшиеся ниже ватерлинии. При тогдашних боевых дистанциях снаряды попадали бы в скосы под острым углом, что обеспечивало солидную защиту жизненно важных частей, в теории эквивалентную толстой бортовой броне. Ещё более повышали живучесть коффердамы вдоль бортов, наполненные пробкой, и располагавшиеся рядом с бортом угольные ямы, хорошо гасящие энергию снаряда перед его встречей с броневой палубой. «Эсмеральда» установила тип так называемого «элсвикского» крейсера и послужила образцом для целого ряда последующих бронепалубных крейсеров.
В то же самое время некоторые флоты, в частности — русский и французский, проявили интерес к бронепалубным крейсерам в качестве рейдеров, «истребителей торговли», преимущественно направленных против британского судоходства, бывшего в те годы фактическим монополистом на рынке морских перевозок (с долей более 70 % на середину 1880-х). Однако ни русские, ни французы не проявили последовательной приверженности этому типу кораблей: чувствуя, что бронепалубные «истребители торговли» будут очень уязвимы против таких же «защитников торговли», предпочтение нередко отдавалось броненосным крейсерам как имеющим более высокую боевую устойчивость. При этом развитие броненосных рейдеров и в России, и во Франции к началу XX века зашло в тупик.
Дальнейшее развитие класса проходило по пути постепенного усовершенствования отдельных элементов кораблей. Железо, сменившее дерево в качестве строительного материала, было само заменено на сталь. Все крейсера получили разделение на водонепроницаемые отсеки, с течением времени всё больше совершенствовавшееся. Обязательным стало наличие двойного дна. Очень долго моряки не желали отказываться от архаичного парусного рангоута.

Несмотря на то, что расчёты ясно показывали, что парусная тяга на броненосных кораблях полностью противоречила экономии, необходимость сбережения угля посредством использования парусов представляла собой всё ещё настолько сильный стереотип для морских специалистов, что разрушить его пока не было никакой возможности.
— Паркс О. Линкоры Британской империи. Ч.III. Тараны и орудия-монстры.
Принимались меры к повышению защищённости артиллерии и улучшению условий ведения огня. Пушки всё чаще размещались за броневыми щитами, в бронированных башнях и казематах, по бортам устраивались орудийные спонсоны. Переход к более мощным и эффективным вертикальным паровым машинам сделал броневую палубу со скосами стандартной чертой всех бронепалубных крейсеров. Пока на вооружении состояли снаряды начинённые лишь дымным порохом, такой уровень защиты считался достаточным по критерию стоимость/эффективность, так что к концу XIX века бронепалубные крейсера составляли большую часть крейсерских сил морских держав.

## Бронепалубные крейсера Великобритании
В британском флоте с 1888 года бронепалубные крейсера подразделялись на три класса, в зависимости от водоизмещения и, отчасти, вооружения. Крейсера 1-го класса имели водоизмещение свыше 7000 т и вооружались орудиями калибром до 234-мм. Крейсера 2-го класса имели водоизмещение от 3000 до 7000 тонн и артиллерию калибра 152-мм. Водоизмещение крейсеров 3-го класса колебалось от 1500 до 3000 тонн, а артиллерия обычно имела калибр 102—120 мм.
С приходом на пост Главного строителя флота Уильяма Уайта Королевский флот отказался от строительства сравнительно тихоходных и несбалансированных броненосных крейсеров. Вместо этого Британское Адмиралтейство стремилось иметь как можно большее количество бронепалубных крейсеров, предназначенных, в основном, для борьбы на морских коммуникациях, имевших жизненно важное значение для Британской империи.
Первенцами бронепалубных крейсеров 1-го класса стали два корабля типа «Блейк» (англ. Blake), вступивших в строй в 1892—1894 годах. Несмотря на то, что Уайт не смог достигнуть запланированных показателей по скорости и дальности плавания, в целом крейсера получились весьма передовыми. Предназначенные для охоты на вражеские рейдеры в открытом океане, эти крейсера несли солидное вооружение из 234-мм и 152-мм орудий, впервые в своём классе размещённых в башнях и казематах, а броневая палуба имела весьма толстые скосы. Водоизмещение перевалило за 9000 тонн. Проект оценивался в целом высоко, но стоимость выглядела чрезмерной.
В результате, Королевский флот начал получать заметно уменьшенный вариант «Блейков», известный как тип «Эдгар» (англ. Edgar). Сокращение водоизмещения на 1800 тонн благотворно сказалось на стоимости, и флот заказал 9 единиц проекта. Скорость крейсеров несколько упала по сравнению с предшественниками, зато энергетическая установка оказалась более надёжной. Броневая защита была также снижена, но вооружение «Эдгаров» было не менее сильным, чем у типа «Блейк». Все они вошли в состав флота в 1893—1896 годах.

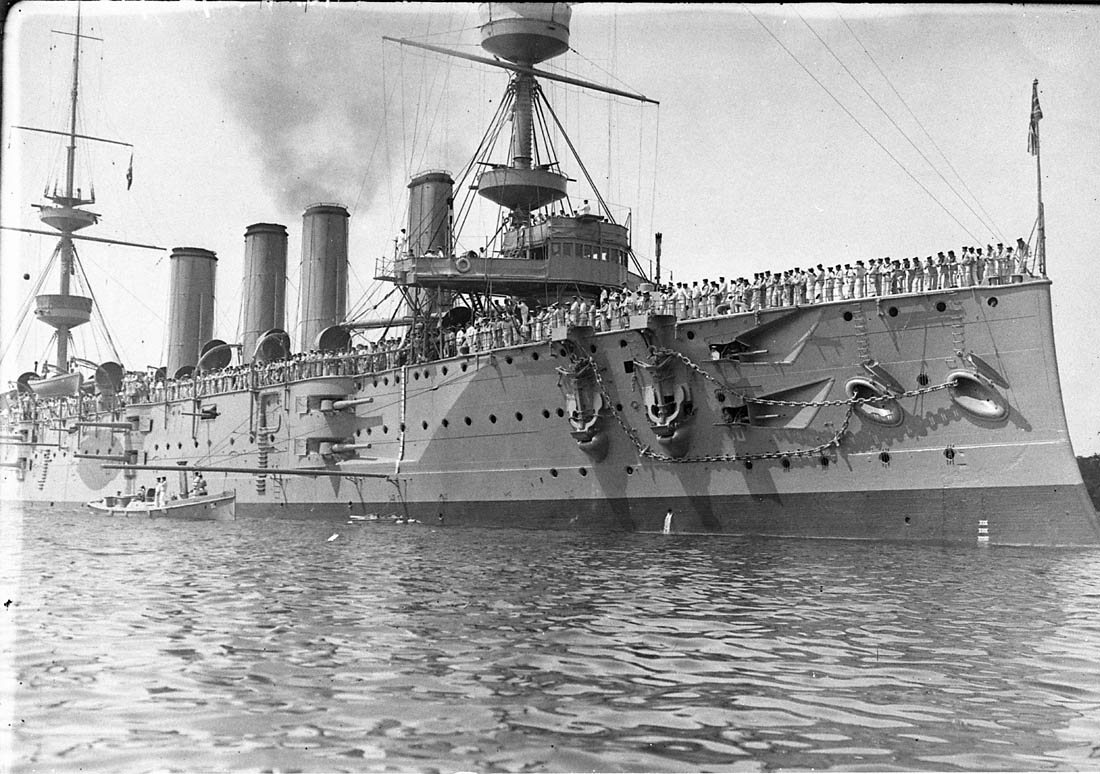
Бронепалубный крейсер 1-го класса «Пауэрфул».

Следующий тип бронепалубного крейсера 1-го ранга в Королевском флоте появился вследствие испуга, вызванного постройкой в России крейсера «Рюрик». Желая превзойти русский рейдер, адмиралы Британии настояли на строительстве двух огромных крейсеров типа «Пауэрфул» (англ. Powerful) — крупнейших военных кораблей своего времени. Водоизмещение перевалило за 14 000 тонн, а для обеспечения высокой скорости и мореходности корпус пришлось сделать очень длинным и высоким. Вместе с тем, вооружение и бронирование крейсеров не представляло собой ничего выдающегося и сами британские моряки признавали строительство «Пауэрфулов» ошибкой, считая, что если бы удалось более детально ознакомится с весьма неудачной конструкцией «Рюрика», то «Пауэрфул» и «Террибл» никогда не были бы построены. Прозванные «белыми слонами» они пополнили флот в 1897—1898 годах.
Последние бронепалубные крейсера 1-го класса британский флот получил в 1899—1903 годах. Являясь уменьшенным вариантом «Пауэрфула», 8 единиц типа «Диадем» (англ. Diadem) имели меньшее на 3000 тонн водоизмещение, более слабую защиту и менее высокую скорость, а их вооружение состояло лишь из орудий среднего калибра. В итоге, Британское Адмиралтейство пришло к выводу, что эти крейсера слишком слабы, чтобы справляться с броненосными рейдерами России и Франции и на базе проекта «Диадем» перешли к строительству броненосных крейсеров типа «Кресси» (англ. Cressy).
Большие британские крейсера, как броненосные, так и бронепалубные, нередко подвергались критике за более слабое, в сравнении с сопоставимыми по размерам иностранными крейсерами, вооружение. Однако Королевский флот придавал очень большое значение мореходности, дальности плавания и обитаемости своих крейсеров и по этим показателям они заметно превосходили зарубежные аналоги.
| Сравнительные ТТХ британских бронепалубных крейсеров I класса |                                                                      |                                                                     |                                                                       |                                                                     |
| Характеристики                                                | «Блейк»                                                              | «Эдгар»                                                             | «Пауэрфул»                                                            | «Диадем»                                                            |
| Водоизмещение, т                                              | 9150 — 9296                                                          | 7467 — 7820                                                         | 14 200 — 14 447                                                       | 11 177                                                              |
| Артиллерия                                                    | 2 — 234-мм, 10 — 152-мм, 16…18 — 47-мм                               | 2 — 234-мм, 10 — 152-мм, 12 — 57-мм, 5 — 47-мм                      | 2 — 234-мм, 12 — 152-мм, 16…18 — 76-мм, 12 — 47-мм                    | 16 — 152-мм, 14 — 76-мм, 3 — 47-мм                                  |
| Торпедные аппараты                                            | 4×1 — 457-мм                                                         | 4×1 — 457-мм                                                        | 4×1 — 457-мм                                                          | 3×1 — 457-мм                                                        |
| Бронирование, мм                                              | Палуба — 76 — 152, щиты орудий ГК — 114, казематы — 152, рубка — 305 | Палуба — 76 — 127, щиты орудий ГК — 76, казематы — 152, рубка — 305 | Палуба — 51 — 102, башни орудий ГК — 152, казематы — 152, рубка — 305 | Палуба — 63 — 102, щиты орудий ГК — 51, казематы — 114, рубка — 305 |
| Энергетическая установка, л. с.                               | 20 000                                                               | 12 550                                                              | 25 000                                                                | 16 500 — 17 262                                                     |
| Максимальная скорость, узлов                                  | 22                                                                   | 20                                                                  | 21,8–22,4                                                             | 20,25                                                               |

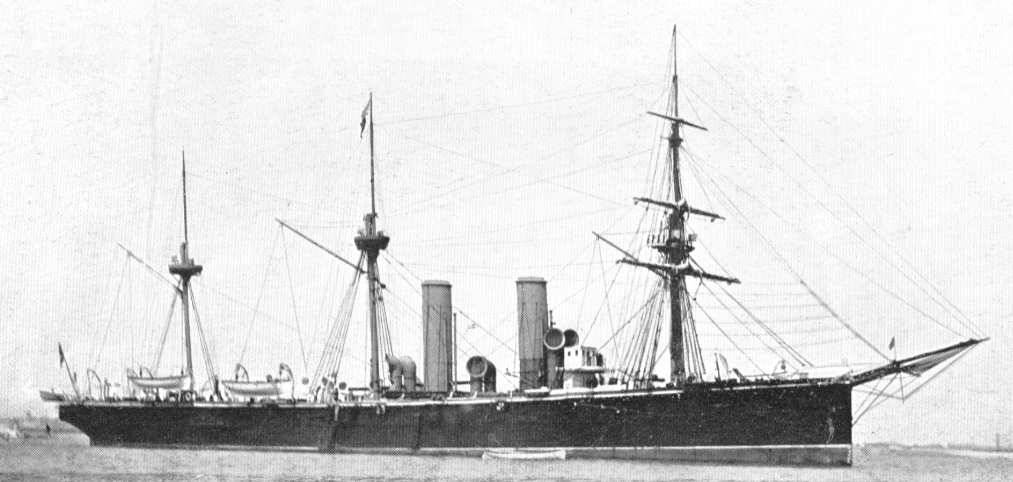
Бронепалубный крейсер 2-го класса «Линдер».

Родоначальниками британских бронепалубных крейсеров 2-го класса стали корабли типа «Линдер» (англ. Leander), четвёрка которых пополнила флот в 1885 — 1887 годах. Они представляли собой развитие типа «Айрис» (англ. Iris), но с установкой броневой палубы. Поскольку силовая установка этих кораблей выступала выше ватерлинии, выше пришлось разместить и броневую палубу, а у бортов сделать скосы вниз. Крейсера получились хорошо вооружёнными, быстроходными и с солидной дальностью плавания. Однако броневая палуба защищала лишь машины и котлы.
На следующей четвёрке крейсеров типа «Ривер» (англ. River), вошедших в строй в 1887—1889 годах, броневая палуба шла по всей длине корпуса, постепенно понижаясь к носу и корме. Так был установлен классический тип карапасной броневой палубы. Также впервые на крейсерах появилась бронированная боевая рубка. В сущности все дальнейшие проекты британских бронепалубных крейсеров стали развитием заложенной в «Риверы» компоновки.
Крейсера в целом устраивали командование флота, но их требовалось очень много и дальнейшее развитие крейсеров 2-го класса пошло по пути снижения стоимости отдельной единицы при значительном увеличении кораблей в серии. 5 крейсеров типа «Медея» (англ. Medea) были уменьшенной версией «Риверов» и закончены постройкой в 1889—1890 годах. Крейсера получились хуже вооружёнными, слишком тесными и недостаточно мореходными, но и более дешёвыми.
Ободренное успехом, Адмиралтейство заказало серию из 21 крейсера типа «Аполло» (англ. Apollo). Размеры несколько увеличились, а вся артиллерия состояла теперь из скорострельных орудий, хотя её размещение ухудшилось. Чрезмерную тесноту предшественников удалось отчасти преодолеть, но мореходность по-прежнему оценивалась как недостаточная. Вся серия была достроена в 1891 — 1894 годах.
Стремление улучшить мореходность привело к появлению типа «Астрея» (англ. Astraea), размноженного в количестве 8 единиц и введенных в строй в 1894 — 1896 годах. Водоизмещение выросло почти на 1000 тонн, вооружение усилилось незначительно, а скорость даже упала, но зато новые крейсера гораздо увереннее держались в штормовую погоду.

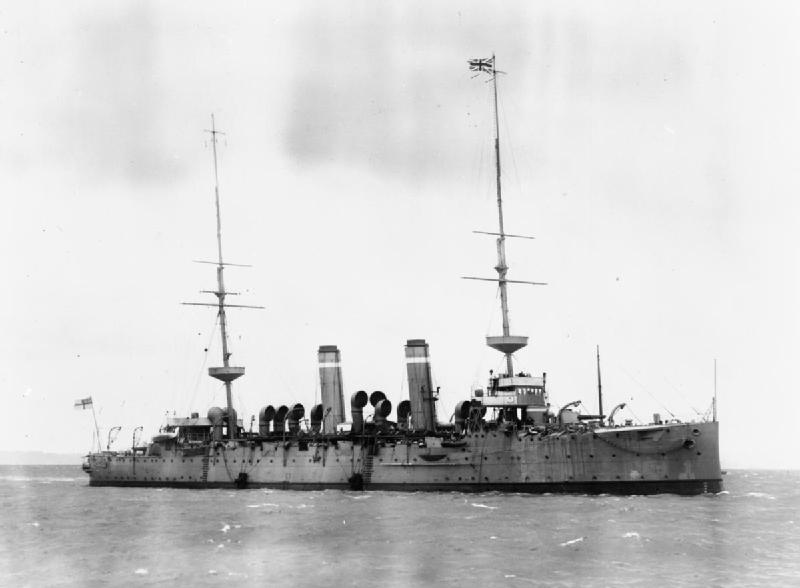
Бронепалубный крейсер 2-го класса «Эклипс».

Хотя вновь построенные крейсера обладали многими достоинствами, на фоне новейших зарубежных одноклассников они смотрелись слишком слабо вооружёнными. Поэтому в серии из 9 кораблей типа «Эклипс» (англ. Eclipse) этот недостаток попытались исправить. Попытка оказалась не особенно удачной. Вооружение усилилось незначительно, скорость была недостаточной для погони за новыми крейсерами России и Франции, а водоизмещение вновь заметно выросло. Вся серия вошла в строй в 1896—1898 годах.
Несколько особняком стояли крейсера типа «Эррогант» (англ. Arrogant), четыре единицы которых предназначались для взаимодействия с броненосцами. На них предусмотрели очень солидно бронированную боевую рубку, а корпус корабля специально укрепили для нанесения, в случае необходимости, таранного удара. В остальном, эти крейсера, достроенные в 1898—1900 годах не слишком отличались от «эклипсов».
Последними бронепалубными крейсерами 2-го класса в Королевском флоте стали 5 единиц типов «Хайфлайер» (англ. Highflyer) и «Челленджер» (англ. Challenger), весьма схожих между собой. Их вооружение вновь усилилось и, в принципе, они считались вполне сбалансированными кораблями, но скорость признавалась недостаточной. На этих боевых единицах, введённых в состав флота в 1899—1905 годах, история британских второклассных бронепалубников завершилась.
| Сравнительные ТТХ британских бронепалубных крейсеров II класса |                                  |                                                    |                                                    |                                                    |                                               |                                                    |                                                                                           |                                                    |                                                    |
| Характеристики                                                 | «Линдер»                         | «Ривер»                                            | «Медея»                                            | «Аполло»                                           | «Астрея»                                      | «Эклипс»                                           | «Эррогант»                                                                                | «Хайфлайер»                                        | «Челленджер»                                       |
| Водоизмещение, т                                               | 4369                             | 4050 — 4115                                        | 2800 — 2950                                        | 3454                                               | 4360 — 4430                                   | 5690                                               | 5842 — 5850                                                                               | 5690                                               | 5974                                               |
| Артиллерия                                                     | 10 — 152-мм                      | 2 — 203-мм, 10 — 152-мм, 3 — 57-мм, 3 — 47-мм      | 6 — 152-мм, 9 — 57-мм, 1 — 47-мм                   | 2 — 152-мм, 6 — 120-мм, 8 — 57-мм, 1- 47-мм        | 2 — 152-мм, 8 — 120-мм, 10 — 57-мм, 1 — 47-мм | 5 — 152-мм, 6 — 120-мм, 8 — 76-мм, 6 — 47-мм       | 4 — 152-мм, 6 — 120-мм, 8 — 76-мм, 3 — 47-мм                                              | 11 — 152-мм, 9 — 76-мм, 6 — 47-мм                  | 11 — 152-мм, 9 — 76-мм, 6 — 47-мм                  |
| Торпедные аппараты                                             | 3×1 — 356-мм                     | 4×1 — 356-мм                                       | 4×1 — 356-мм                                       | 4×1 — 457-мм                                       | 4×1 — 457-мм                                  | 3×1 — 457-мм                                       | 3×1 — 457-мм                                                                              | 2×1 — 457-мм                                       | 2×1 — 457-мм                                       |
| Бронирование, мм                                               | Палуба — 37, щиты орудий ГК — 37 | Палуба — 51 — 76, щиты орудий ГК — 51, рубка — 229 | Палуба — 25 — 51, щиты орудий ГК — 114, рубка — 76 | Палуба — 37 — 51, щиты орудий ГК — 114, рубка — 76 | Палуба — 51, щиты орудий ГК — 114, рубка — 76 | Палуба — 37 — 76, щиты орудий ГК — 76, рубка — 152 | Палуба — 37 — 76, борт — 51 (12 м носовая оконечность), щиты орудий ГК — 114, рубка — 229 | Палуба — 37 — 76, щиты орудий ГК — 76, рубка — 152 | Палуба — 37 — 76, щиты орудий ГК — 76, рубка — 152 |
| Энергетическая установка, л. с.                                | 5500                             | 4500                                               | 9000                                               | 7000                                               | 7500                                          | 8000                                               | 10 263                                                                                    | 10 264                                             | 12 500                                             |
| Максимальная скорость, узлов                                   | 16,5 — 17                        | 17                                                 | 19,5 — 20                                          | 18,5                                               | 18                                            | 18,5                                               | 18 — 19                                                                                   | 20 — 20,5                                          | 21                                                 |

Бронепалубные крейсера 3-го класса стали дальнейшим развитием минных крейсеров типа «Скаут» (англ. Scout) и «Арчер» (англ. Archer). Небольшие и весьма заурядные по своим характеристикам корабли предназначались, главным образом, для службы на заморских станциях Британской империи. Начало им положили 4 крейсера типа «Барракута» (англ. Barracouta), принятые флотом в 1890 году.

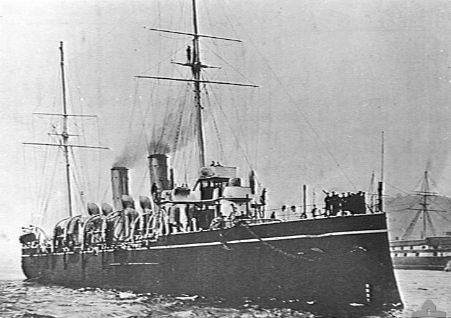
Бронепалубный крейсер 3-го класса «Пегасус» типа «Пелорус».

На их основе британские конструкторы попытались создать быстроходную версию для службы при эскадре — тип «Бархэм» (англ. Barham), построенный к 1891 году и включавший 2 единицы, но эксперимент оказался крайне неудачным из-за ненадёжности машин.
Продолжая линию «дешёвых» колониальных крейсеров, британцы сначала построили в 1891—1892 годах серию из 9 кораблей типа «Пёрл» (англ. Pearl), в основном, для австралийского флота, а затем ввели в строй 11 крейсеров типа «Пелорус» (англ. Pelorus). Их скорость несколько выросла, но вооружение оказалось совсем слабым. Фактически, эти крейсера годились лишь для показа флага и устрашения туземцев. В строй они вошли в 1898 — 1901 годах.
Последними третьеклассниками британского флота стали крейсера типа «Джем» (англ. Gem), полученные в 1904 — 1905 годах. На одном из них, «Аметисте», установили турбины, для проверки их работоспособности на сравнительно крупном корабле. В дальнейшем, в «постуайтовскую» эру, Королевский флот предпочёл развивать особый подкласс крейсеров-скаутов.
| Сравнительные ТТХ британских бронепалубных крейсеров III класса |                                       |                                       |                                                   |                                                  |                                                   |
| Характеристики                                                  | «Барракута»                           | «Бархэм»                              | «Перл»                                            | «Пелорус»                                        | «Джем»                                            |
| Водоизмещение, т                                                | 1580                                  | 1830                                  | 2575 — 2616                                       | 2135                                             | 3048                                              |
| Артиллерия                                                      | 6 — 120-мм, 4 — 57-мм                 | 6 — 120-мм, 4 — 57-мм                 | 8 — 120-мм, 8 — 57-мм                             | 8 — 102-мм, 8- 47-мм                             | 12 — 102-мм, 8 — 47-мм                            |
| Торпедные аппараты                                              | 2×1 — 356-мм                          | 2×1 — 356-мм                          | 4×1 — 356-мм                                      | 4×1 — 457-мм                                     | 2×1 — 457-мм                                      |
| Бронирование, мм                                                | Палуба — 25 — 51, щиты орудий ГК — 51 | Палуба — 25 — 51, щиты орудий ГК — 51 | Палуба — 25 — 51, щиты орудий ГК — 51, рубка — 76 | Палуба — 37 — 51, щиты орудий ГК — 6, рубка — 76 | Палуба — 20 — 51, щиты орудий ГК — 25, рубка — 76 |
| Энергетическая установка, л. с.                                 | 1750                                  | 3600                                  | 4000                                              | 5000                                             | 10 200 («Аметист» — 12 000)                       |
| Максимальная скорость, узлов                                    | 15                                    | 16,5                                  | 17                                                | 18,5                                             | 21,75 («Аметист» — 22,5)                          |

## Бронепалубные крейсера Франции

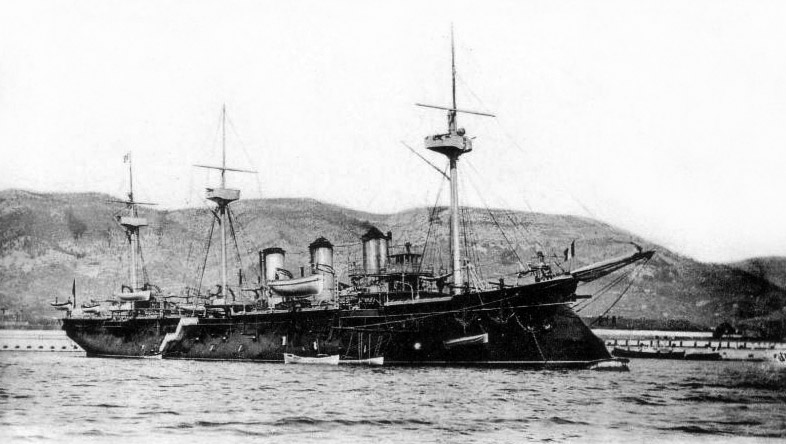
Бронепалубный крейсер 1-го класса «Амираль Сесиль».

В 1870—1880-х годах XIX века французский флот развивался в крайне сложной обстановке. С одной стороны, влиятельные политические круги, основываясь на опыте франко-прусской войны 1870 года, полагали, что флот для страны малополезен и необходимо резко сократить расходы на него. С другой, в самих военно-морских кругах, шла борьба между приверженцами традиционного подхода к развитию флота и так называемой «Молодой школой», требовавшей сделать ставку на миноносцы и малые безбронные крейсера. В результате, к концу 1870-х годов французские крейсерские силы состояли лишь из явно устаревших, деревянных или композитных кораблей, не имевших серьёзной боевой ценности. Между тем, в качестве главного потенциального противника Франции на море по-прежнему рассматривалась Великобритания и французский флот крайне нуждался в мощных и быстроходных крейсерах, способных прервать британские коммуникации. По французской классификации к крейсерам 1-го класса относились корабли водоизмещением более 5500 тонн, ко 2-му классу — водоизмещением 3700—4700 тонн, к третьему — 1800—3500 тонн.
Первым настоящим бронепалубным крейсером Франции стал «Сфакс» (фр. Sfax), построенный по проекту Эмиля Бертена к 1887 году. На этом корабле средних размеров были применены решения, ставшими характерными почти для всех последующих французских крейсеров — огромный таран, завал борта внутрь, а также защита, состоявшая из низко расположенной броневой палубы и коффердамов, наполненных целлюлозой. Несмотря на полное парусное вооружение «Сфакс» показал себя скоростной боевой единицей, имел солидное вооружение и стал основой для последующих проектов.
Ободренное успехом Морское министерство заказало ещё 2 разнотипных крейсера, вошедших в строй в 1890 году. Водоизмещение «Тажа» (фр. Tage) превысило 7000 тонн, «Амираль Сесиль» (фр. Amiral Cecille) был несколько меньше, но оба отличались сильным вооружением и высокой для своего времени скоростью хода. Французские военно-морские круги полагали их идеальным средством истребления британской торговли, но стоимость этих кораблей оказалась чересчур высока.
В дальнейшем, французский флот получил лишь несколько больших бронепалубных крейсеров, соответствовавших британскому 1-му классу, причём все они были построены в единичных экземплярах. В 1899 году в строй вошёл крейсер «Д’Антркасто» (фр. D'Entrecasteaux), предназначенный для исполнения роли стационера в колониальных владениях Франции. В том же году флот пополнил крейсер «Гишен» (фр. Guichen), слабо вооружённый, но весьма быстроходный. В 1902 году был готов крейсер «Шаторено» (фр. Chateaurenault) — оригинальный корабль, вооружённый так же, как «Гишен», но имевший силуэт типичного коммерческого лайнера своего времени. Последним бронепалубным крейсером 1-го класса стал «Жюрен де ла Гравьер» (фр. Jurien De La Graviere), достроенный к 1903 году. На этом увлечение французов большими бронепалубными крейсерами закончилось.
| Сравнительные ТТХ французских бронепалубных крейсеров I класса |                                                |                                                |                                                            |                                                                         |                                                                         |                                                    |
| Характеристики                                                 | «Таж»                                          | «Амираль Сесиль»                               | «Д’Антркасто»                                              | «Гишен»                                                                 | «Шаторено»                                                              | «Жюрен де ла Гравьер»                              |
| Водоизмещение, т                                               | 7589                                           | 5933                                           | 8142                                                       | 8409                                                                    | 8025                                                                    | 5692                                               |
| Артиллерия                                                     | 8 — 164-мм, 10 — 138-мм, 5 — 47-мм, 14 — 37-мм | 8 — 164-мм, 10 — 138-мм, 6 — 47-мм, 14 — 37-мм | 2 — 240-мм, 12 — 138-мм, 12 — 47-мм, 6 — 37-мм             | 2 — 164-мм, 6 — 138-мм, 10 — 47-мм, 5 — 37-мм                           | 2 — 164-мм, 6 — 138-мм, 10 — 47-мм, 5 — 37-мм                           | 8 — 164-мм, 10 — 47-мм, 6 — 37-мм                  |
| Торпедные аппараты                                             | 7×1 — 355-мм                                   | 4×1 — 355-мм                                   | 4×1 — 450-мм                                               | 2×1 — 450-мм                                                            | ?                                                                       | 2×1 — 450-мм                                       |
| Бронирование, мм                                               | Палуба — 50 — 55, рубка — 75 — 89              | Палуба — 55 — 100, рубка — 89                  | Палуба — 75 — 100, казематы — 55, башни — 250, рубка — 250 | Палуба — 55 — 100, казематы — 40 — 60, щиты орудий ГК — 55, рубка — 160 | Палуба — 55 — 100, казематы — 40 — 60, щиты орудий ГК — 55, рубка — 160 | Палуба — 35 — 65, щиты орудий ГК — 70, рубка — 100 |
| Энергетическая установка, л. с.                                | 12 500                                         | 10 200                                         | 14 500                                                     | 25 000                                                                  | 24 964                                                                  | 17 400                                             |
| Максимальная скорость, узлов                                   | 19,2                                           | 19,4                                           | 19,2                                                       | 23,5                                                                    | 24                                                                      | 22,9                                               |

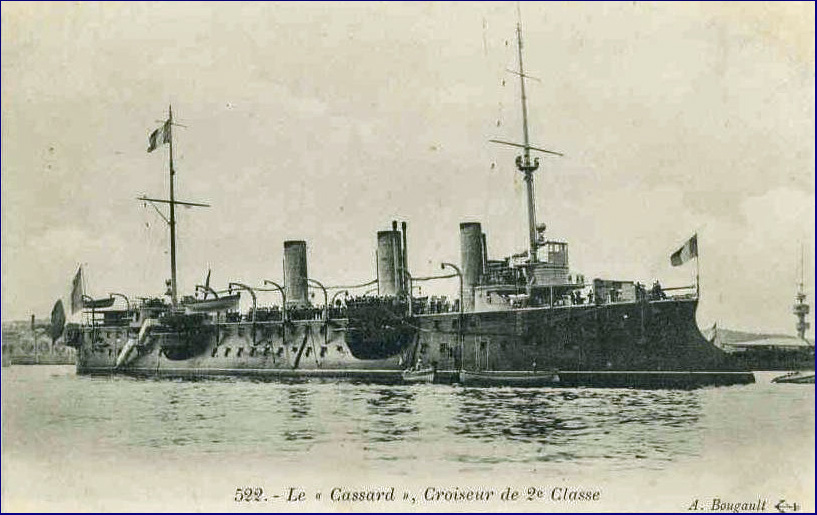
Бронепалубный крейсер 2-го класса «Кассар» типа «Д’Ассас».

Гораздо более охотно выделялись деньги на строительство относительно небольших крейсеров 2-го класса. Предполагалось, что эти сравнительно небольшие и относительно дешёвые крейсера гораздо более соответствуют доктрине «Молодой школы», нежели их крупные собратья I класса.
Начало им положила серия кораблей типа «Альжер» (фр. Alger), состоявшая из 3 единиц и введённая в состав флота в 1891—1893 годах. Затем в 1895—1896 году были поставлены 3 крейсера типа «Фриан» (фр. Friant), несколько меньшего водоизмещения, но впервые вооружённые скорострельной артиллерией. Следующая пара принадлежала к типу «Декарт» (фр. Descartes)и отличалась усиленным бронированием. Они были готовы в 1896—1897 годах.
Затем флот получил 3 крейсера типа «Д’Ассас» (фр. D'Assas), незначительно отличавшихся от «фрианов». Они вошли в строй в 1898 году. Последними бронепалубными крейсерами 2-го класса Франции были 2 корабля типа «Катине» (фр. Catinat), пополнившие флот в 1898 — 1899 годах.
Серийность французских крейсеров были весьма относительной и в реальности почти все корабли одного типа отличались друг от друга. Особенности французского военного кораблестроения позволяли производителям вносить обширные изменения в проект, а само военно-морское руководство проявляло очень большую склонность к экспериментам.
| Сравнительные ТТХ французских бронепалубных крейсеров II класса |                                                |                                                                |                                               |                                                   |                                                     |                                                   |
| Характеристики                                                  | «Сфакс»                                        | «Альжер»                                                       | «Фриан»                                       | «Декарт»                                          | «Д’Ассас»                                           | «Катине»                                          |
| Водоизмещение, т                                                | 4634                                           | 4044 — 4406                                                    | 3809 — 3982                                   | 3960                                              | 3890 — 4015                                         | 4001 — 4048                                       |
| Артиллерия                                                      | 6 — 164-мм, 10 — 138-мм, 2 — 47-мм, 10 — 37-мм | 4 — 164-мм, 6 — 138-мм, 2 — 65-мм, 8/12 — 47-мм, 10/12 — 37-мм | 6 — 164-мм, 4 — 100-мм, 4 — 47-мм, 11 — 37-мм | 4 — 164-мм, 10 — 100-мм, 8 — 47-мм, 4 — 37-мм     | 6 — 164-мм, 4 — 100-мм, 10 — 47-мм, 5/9 — 37-мм     | 4 — 164-мм, 10 — 100-мм, 10 — 47-мм, 4 — 37-мм    |
| Торпедные аппараты                                              | 5×1 — 355-мм                                   | 5×1 — 355-мм                                                   | 2×1 — 355-мм                                  | 2×1 — 450-мм                                      | 2×1 — 450-мм                                        | 2×1 — 355-мм                                      |
| Бронирование, мм                                                | Палуба — 60, рубка — 25                        | Палуба — 50 — 100, щиты ГК — 50, рубка — 50 — 75               | Палуба — 30 — 80, щиты ГК — 50, рубка — 75    | Палуба — 45 — 60, щиты орудий ГК — 50, рубка — 70 | Палуба — 80 — 100, щиты орудий ГК — 50, рубка — 100 | Палуба — 25 — 60, щиты орудий ГК — 50, рубка — 70 |
| Энергетическая установка, л. с.                                 | 6500                                           | 8000                                                           | 9500                                          | 8500                                              | 10 000                                              | 9500                                              |
| Максимальная скорость, узлов                                    | 16,7                                           | 19 — 19,5                                                      | 18,7                                          | 19,5                                              | 20                                                  | 19,5 — 20                                         |

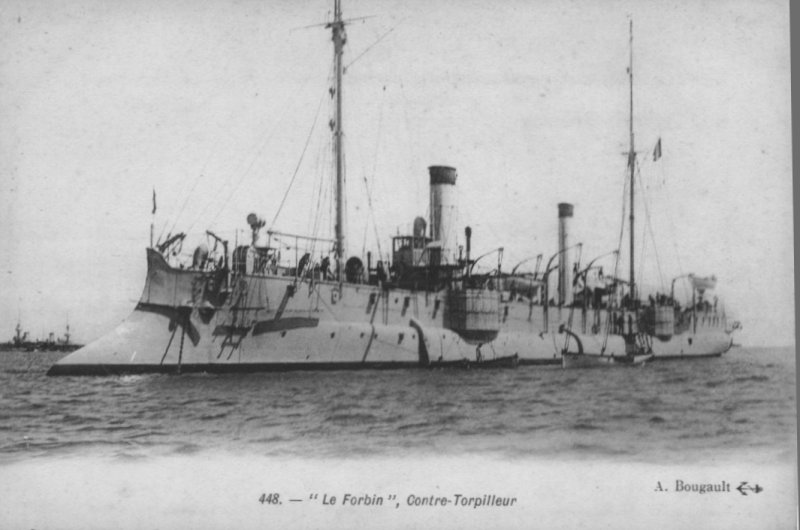
Бронепалубный крейсер 3-го класса «Форбин».

Первыми бронепалубными крейсера 3-го ранга во французском флоте стали «Даву» (фр. Davout) и «Сюше» (фр. Suchet), вошедшие в строй в 1891 и 1894 годах. Корабли были в целом одного типа, но «Сюше» заметно длиннее.
Приход на пост Морского министра Гиацинта Оба — лидере «Молодой школы», ратовавшего за небольшие корабли, привёл к активизации строительства сравнительно небольших крейсеров. Сначала флот получил в 1889 — 1894 годах 3 крейсера типа «Форбин» (фр. Forbin), а также, в 1890—1891 годах ещё 3 крейсера типа «Трюде» (фр. Troude). Корабли оказались совсем небольшими и слабо вооружёнными и по сомнительной французской традиции, все они немного отличались друг от друга по деталям конструкции.
В дальнейшем, состав флота пополнили ещё 3 единицы типа «Линуа» (фр. Linois), в 1895 — 1898 годах и 2 единицы типа «Д’Эстре» (фр. D'Estrees), в 1899 — 1900 годах. Несколько более крупные, чем предшественники, они были всё также слабо вооружены и сравнительно тихоходны. По сути, все французские крейсера 3-го ранга годились лишь для роли стационеров и колониальных канонерок.
Построив к концу XIX века значительное количество бронепалубных крейсеров, французское военно-морское руководство убедилось, что их оказалось значительно меньше, чем аналогичных кораблей у главного потенциального противника — Великобритании, а боевая мощь оставляет желать лучшего, в сравнении с британскими аналогами. В результате, французский флот полностью отказался от строительства бронепалубных крейсеров и сосредоточился на развитии класса броненосных крейсеров.
| Сравнительные ТТХ французских бронепалубных крейсеров III класса |                                             |                                              |                                  |                                  |                                                    |                                              |
| Характеристики                                                   | «Даву»                                      | «Сюше»                                       | «Форбин»                         | «Трюде»                          | «Линуа»                                            | «Д’Эстре»                                    |
| Водоизмещение, т                                                 | 3080                                        | 3362                                         | 1911 — 2012                      | 1954 — 1994                      | 2285 — 2318                                        | 2428                                         |
| Артиллерия                                                       | 6 — 164-мм, 4 — 65-мм, 4 — 47-мм, 2 — 37-мм | 6 — 164-мм, 4 — 100-мм, 8 — 47-мм, 8 — 37-мм | 4 — 138-мм, 3 — 47-мм, 4 — 37-мм | 4 — 138-мм, 4 — 47-мм, 4 — 37-мм | 4 — 138-мм, 2 — 100-мм, 8/10 — 47-мм, 2 — 37-мм    | 2 — 138-мм, 4 — 100-мм, 8 — 47-мм, 2 — 37-мм |
| Торпедные аппараты                                               | 6×1 — 355-мм                                | 7×1 — 355-мм                                 | 4×1 — 355-мм                     | 4×1 — 355-мм                     | 2×1 — 355-мм                                       | —                                            |
| Бронирование, мм                                                 | Палуба — 50 — 100, рубка — 70               | Палуба — 50 — 80, рубка — 70                 | Палуба — 40                      | Палуба — 40, рубка — 25          | Палуба — 40, щиты орудий ГК — 50 — 75, рубка — 125 | Палуба — 20 — 45, рубка — 100                |
| Энергетическая установка, л. с.                                  | 9000                                        | 9500                                         | 5800                             | 5800                             | 6800                                               | 8500                                         |
| Максимальная скорость, узлов                                     | 20,7                                        | 20,4                                         | 19,5 — 20,5                      | 20,5 — 20,9                      | 20,5                                               | 20 — 20,5                                    |

## Бронепалубные крейсера России

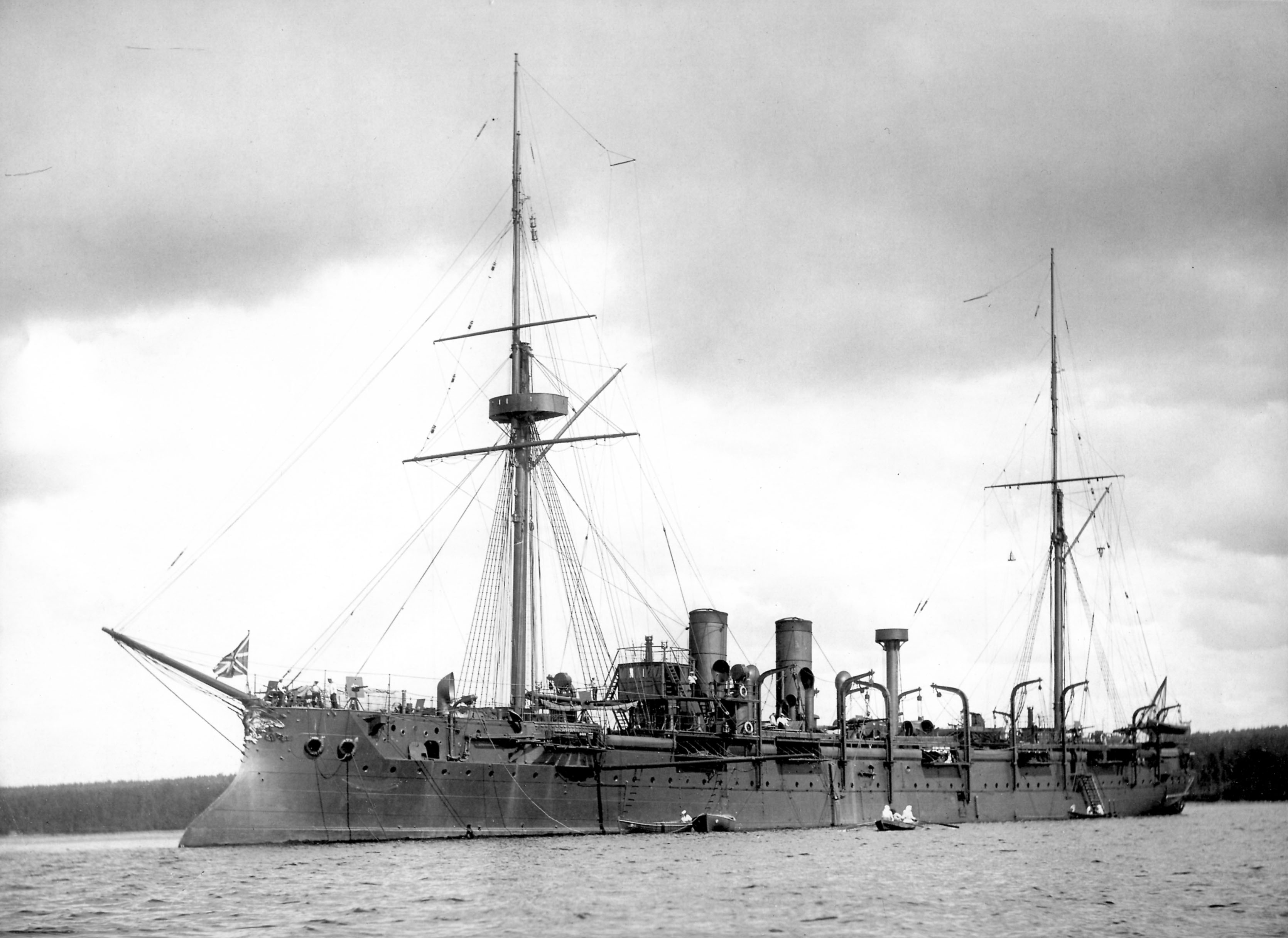
«Адмирал Корнилов».

К постройке своих первых бронепалубных крейсеров Российский императорский флот приступил в 1880-х годах XIX века. По кораблестроительной программе 1882 года предполагалась постройка 4 фрегатов и 9 корветов. Взгляды авторов программы были весьма неопределёнными и привели к тому, что для действий в океане строились как броненосные, так и бронепалубные крейсера. В частности, российский флот получил в 1886—1887 годах корветы «Витязь» и «Рында», имевших плоскую броневую палубу, прикрывавшую только машинно-котельные отделения, и полное парусное вооружение барка. Переклассифицированные в 1892 году в крейсера 1-го ранга, они стали первыми бронепалубными крейсерами отечественного ВМФ.
Несмотря на применённые новшества, эти корветы были малопригодны для ведения крейсерской войны, планы которой задумывало Российское морское ведомство. В поисках новых решений сочли необходимым обратиться к зарубежному опыту. В 1880-х годах большое впечатление в военно-морских кругах великих держав произвели французские крейсера «Сфакс», «Таж» и «Амираль Сесиль», спроектированные Эмилем Бертеном. Французская компания «Ателье и Шантье» (фр. Ateliers et Chantiers de la Loire) предложила российскому флоту проект, разработанный на базе «Адмирала Сесиля», обещая сочетание солидной боевой мощи с высокой скоростью и большой дальностью плавания. После корректировки проекта, вызванной замечаниями Морского технического комитета (МТК), контракт был подписан и в 1888 году «Адмирал Корнилов» вошёл в строй отечественного флота. Сравнительно крупный корабль защищался броневой палубой, имел мощное вооружение и полное парусное оснащение барка, но достигнуть контрактной скорости в 18 узлов не смог.
Следующий бронепалубный крейсер российского флота первоначально разрабатывался как яхта для генерал-адмирала, с использованием в военное время в качестве минного заградителя. Затем задание было преобразовано в яхту-крейсер, контракт, на строительство которой, получила французская фирма «Форж и Шантье» (фр. Forges et Chantiers). Поскольку проектировщики уделили главное внимание комфортному размещению на борту высоких особ, боевые качества «Светланы» оказались весьма посредственными. В строй корабль вошёл в 1898 году.
Готовясь к действиям на британских коммуникациях, российское морское руководство стремилось иметь возможно больше крейсеров, но строительство броненосных единиц типа «Рюрика» и его последователей обходилось слишком дорого. В связи с этим в 1895 году конструкторам Балтийского завода было предложено разработать океанский бронепалубный рейдер, с оглядкой на британский проект «Астрея». В итоге, российский флот получил в 1902—1903 годах три крейсера — «Диана», «Паллада» и «Аврора». Не имевшие достаточного опыта проектировщики допустили немало ошибок, в результате чего эти крейсера оценивались к началу русско-японской войны как самые бесполезные из новейших кораблей флота. Их вооружение оказалось слабым для солидного водоизмещения, дальность ограниченной, а скорость хода совершенно недостаточной.

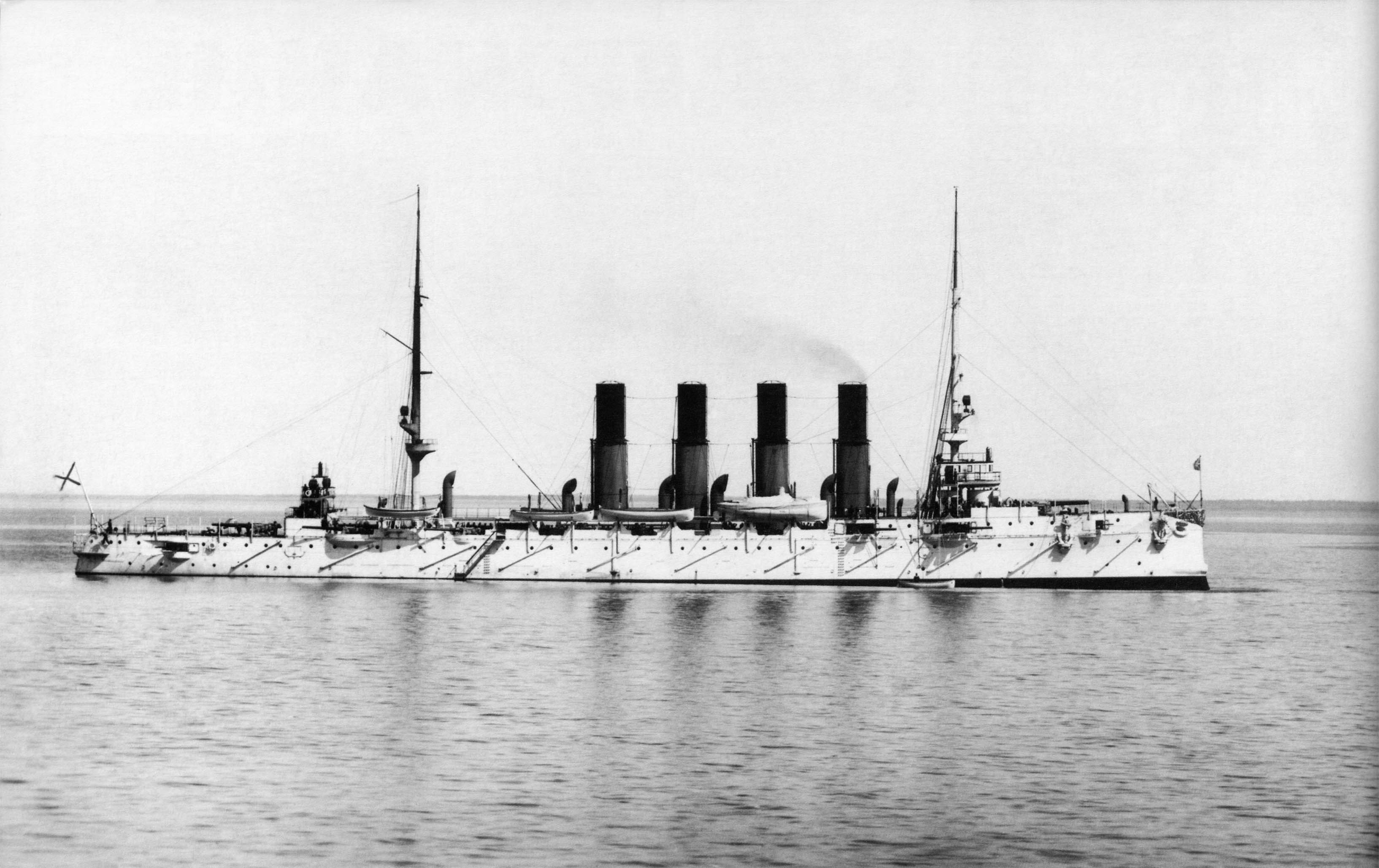
«Варяг»

В ходе подготовки к войне с Японией российское морское руководство пришло к выводу о необходимости иметь в составе флота бронепалубные крейсера двух типов: дальние разведчики, водоизмещением около 6000 тонн, и ближние разведчики, водоизмещением 2000—2500 тонн. Соответствующие конкурсы были объявлены в 1898 году, причём в связи с загруженностью российских заводов широко привлекались зарубежные компании.
Итогом этих усилий стало появление в составе флота 6 бронепалубных крейсеров 1-го ранга. Все они несли по 12 152-мм орудий главного калибра и должны были иметь скорость 23 узла. Крейсер «Варяг» был спроектирован и построен американской компанией «Крамп» (англ. William Cramp & Sons). На испытаниях «Варяг» превысил контрактную скорость 23 узла, но надёжность его энергетической установки оказалась весьма низкой. Артиллерия крейсера размещалась без всякой защиты, что заметно снижало его боевую устойчивость. В состав флота он вошёл в 1901 году.
Крейсер «Аскольд» был детищем немецкой фирмы «Германия» (нем. Germaniawerft). Его артиллерия была прикрыта броневыми щитами, а энергетическая установка оказалась очень надёжной. Вместе с тем, корпус крейсера не отличался прочностью, мореходность недостаточной, а внутренние помещения отличались теснотой. В строй «Аскольд» вступил в 1901 году.

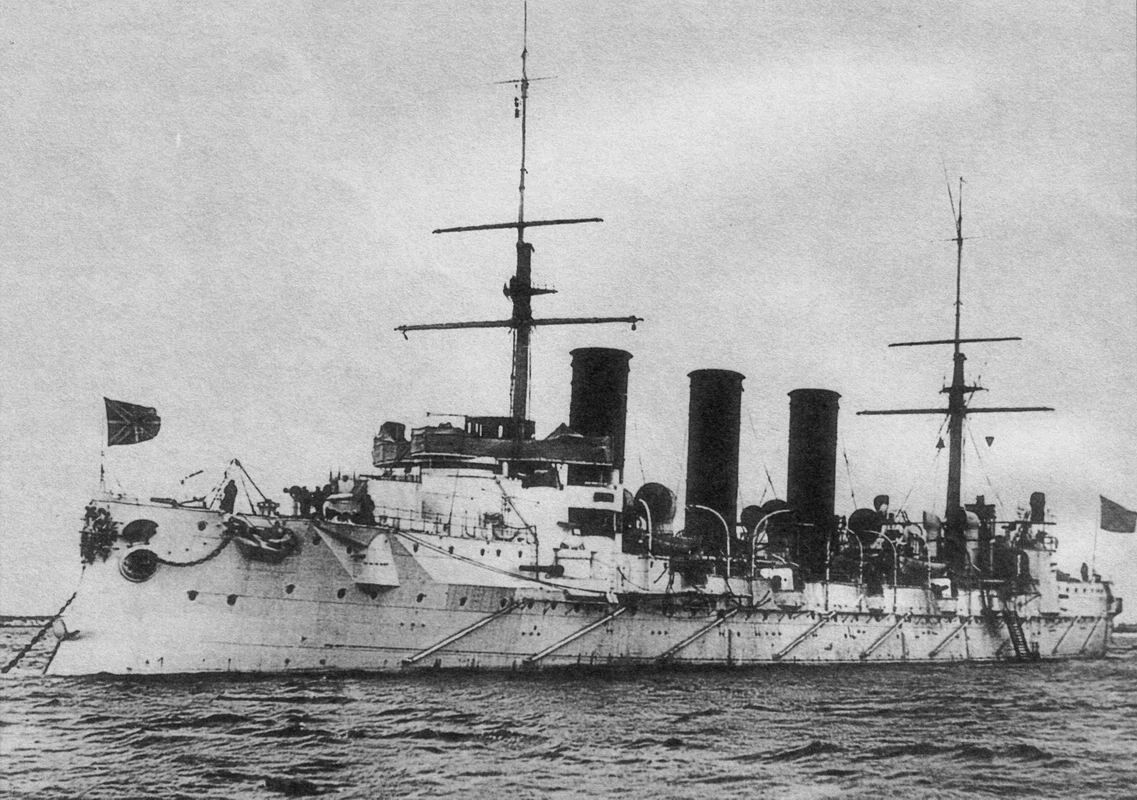
«Богатырь»

Наиболее удачным проектом оказался крейсер «Богатырь», сконструированный и построенный немецкой фирмой «Вулкан» (нем. Vulcan A.G). Не уступая в скорости «Варягу» и «Аскольду», он имел артиллерию главного калибра, заключённую на 2/3 в башни и казематы. Хотя башенные орудия длительное время имели серьёзные проблемы со скорострельностью, в целом проект считался наиболее защищённым от огня противника, а мореходность отвечала суровым условиям Тихого океана. Ввиду этого, было решено построить ещё 3 таких же крейсера на российских верфях. В 1902—1905 годах в строй вступили «Богатырь», «Олег» и «Кагул», ввод в состав флота «Очакова» затянулся в связи с революционными событиями 1905 года. Характерно, что лишь головной крейсер полностью отвечал заявленным характеристикам, а у крейсеров отечественной постройки отмечалась заметная перегрузка и недобор контрактной скорости.
Несмотря на все достоинства дальних разведчиков флота, построенных по программе 1898 года, в целом сам подкласс оказался малополезным. С задачами разведки эти крейсера справлялись не лучше, чем гораздо более дешёвые крейсера 2-го класса, а в серьёзном бою были слишком уязвимы.

Что же касается до больших бронепалубных крейсеров, то бесполезность их, вне всякого сомнения, очевидна, да об этом и не стоит и распространяться, так как это было решено задолго ещё до этой войны во всех флотах, за исключением, к сожалению, русского.
— Кладо Н. Л. Очерк военных действий на море во время русско-японской войны

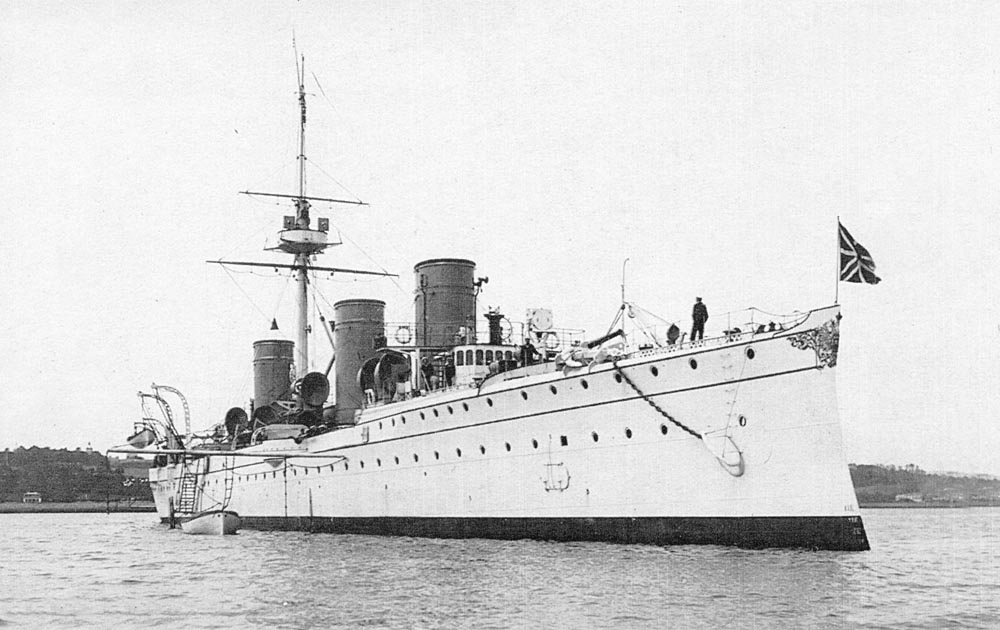
«Новик»

Заказы на крейсера 2-го класса также были выиграны зарубежными производителями. Контракт на постройку «Новика» получила немецкая фирма «Шихау» (нем. F. Schichau A.G.). Максимально облегчённый корабль имел достаточно скромное вооружение и ограниченную дальность хода. Морское министерство характеризовало его как «огромный миноносец». Однако скорость крейсера превысила 25 узлов и привлекла внимание военных моряков всего мира. Российский флот он пополнил в 1901 году.
По образцу «Новика» Невскому заводу было поручено построить ещё два крейсера — «Жемчуг» и «Изумруд». Однако низкое качество строительства на отечественном заводе и стремление улучшить проект, в частности, в плане вооружения, привели к тому, что у крейсеров проекта образовалась заметная перегрузка, скоростные качества снизились, а сами крейсера обошлись казне намного дороже «Новика». Оба крейсера вступили в строй в 1904 году.
Ещё один бронепалубный крейсер 2-го ранга Российский императорский флот неожиданно получил из Дании. «Боярин», спроектированный компанией «Бурмейстер и Вайн» (дат. Burmeister og Wain), сильно уступал «Новику» в главном элементе — скорости, а в остальных характеристиках не имел значительного преимущества. Однако связи российской императорской фамилии с Данией привели к заключению контракта, выполненного к 1902 году.
| Сравнительные ТТХ российских бронепалубных крейсеров |                                   |                                    |                             |                                   |                                               |                                                  |                                                                                    |                                                 |                                  |                                  |
| Характеристики                                       | «Витязь»                          | «Адмирал Корнилов»                 | «Светлана»                  | «Диана»                           | «Варяг»                                       | «Аскольд»                                        | «Богатырь»                                                                         | «Новик»                                         | «Жемчуг»                         | «Боярин»                         |
| Водоизмещение, т                                     | 3537                              | 5863                               | 3924                        | 6657—6731                         | 6604                                          | 6000                                             | 6975—7428                                                                          | 3080                                            | 3520                             | 3274                             |
| Артиллерия                                           | 10 — 152-мм, 4 — 87-мм, 8 — 37-мм | 14 — 152-мм, 6 — 47-мм, 10 — 37-мм | 6 — 152-мм, 10 — 47-мм      | 8 — 152-мм, 24 — 75-мм, 8 — 37-мм | 12 — 152-мм, 12 — 75-мм, 8 — 47-мм, 2 — 37-мм | 12 — 152-мм, 12 — 75-мм, 8 — 47-мм, 2 — 37-мм    | 12 — 152-мм, 6/8 — 75-мм, 6 — 47-мм                                                | 6 — 120-мм, 6 — 47-мм, 2 — 37-мм                | 8 — 120-мм, 6 — 47-мм, 2 — 37-мм | 6 — 120-мм, 8 — 47-мм. 4 — 37-мм |
| Торпедные аппараты                                   | 3×1 — 381-мм                      | 6×1 — 381-мм                       | 2×1 — 381-мм                | 3×1 — 381-мм                      | 6×1 — 381(450)-мм                             | 6×1 — 381-мм                                     | 2×1 — 381-мм                                                                       | 5×1 — 381-мм                                    | 3×1 — 381-мм                     | 5×1 — 381-мм                     |
| Бронирование, мм                                     | Палуба — 37                       | Палуба — 25—63, рубка — 76         | Палуба — 25—51, рубка — 102 | Палуба — 37—63, рубка — 51—152    | Палуба — 37—76, рубка — 76—152                | Палуба — 51—76, щиты орудий ГК — 25, рубка — 152 | Палуба — 35—70, башни — 89—127, казематы — 20—80, щиты орудий ГК — 25, рубка — 140 | Палуба — 30—51, щиты орудий ГК — 25, рубка — 30 | Палуба — 30—51, рубка — 30—45    | Палуба — 30—51, рубка — 76       |
| Энергетическая установка, л. с.                      | 3000                              | 6581                               | 10 100                      | 11 610 — 12 200                   | 16 198                                        | 20 434                                           | 19 350 — 20 370                                                                    | 17 000                                          | 17 000                           | 11 500                           |
| Максимальная скорость, узлов                         | 14,4                              | 17,6                               | 21,6                        | 19,0—19,2                         | 23,2                                          | 23,5                                             | 23—24                                                                              | 25                                              | 22,6—24                          | 22,5                             |

## Бронепалубные крейсера Германии

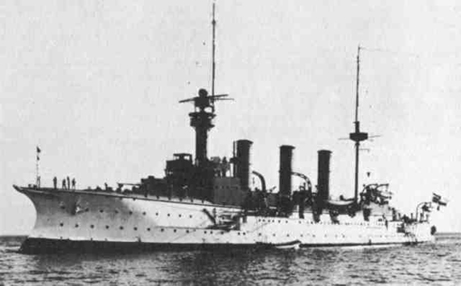
Бронепалубный крейсер «Винета» типа «Виктория Луизе».

После образования в 1871 году Германской империи (нем. Deutsches Reich), новое мощное государство обратило своё внимание на развитие флота, который пришлось создавать практически с нуля. Даже руководителями флота первоначально являлись сухопутные генералы, а первые крейсера Германии были лишь ухудшенными копиями иностранных образцов и послужили, главным образом, для подготовки флотских кадров.
Классификация германских крейсеров также была своеобразной. До 1899 года все крейсера делились на 1, 2, 3 и 4-й классы, по водоизмещению, без учёта бронирования. С 1899 года крейсера были поделены на 2 категории: Большие крейсера (нем. Grosse Kreuser), куда попали и крупные бронепалубные крейсера, ставшие большими крейсерами 2-го класса, и броненосные крейсера, а впоследствии и линейные, ставшие большими крейсерами 1-го класса; и Малые крейсера (нем. Kleine Kreuser), которыми числились все остальные.
Родоначальниками «больших крейсеров» стали 2 корабля типа «Ирене» (нем. Irene) — первые бронепалубные крейсера германского флота, достроенные в 1888 — 1889 годах. Фактически, крейсера получились неудачными — скорость и дальность плавания оставляли желать лучшего, бронирование было слабым, а многочисленная артиллерия не скорострельной.

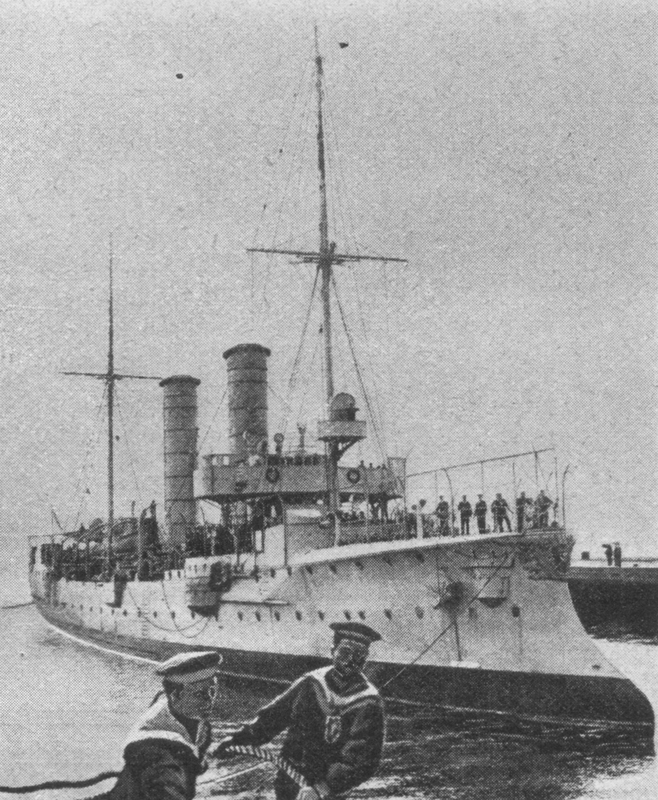
Бронепалубный крейсер «Ниобе» типа «Газелле».

Растущие амбиции флота продемонстрировал следующий проект — крейсер «Кайзерин Аугуста» (нем. Kaiserin Augusta), вошедший в строй в 1892 году. Предназначавшийся для действий на коммуникациях, этот крупный крейсер нёс солидное вооружение, достойное бронирование и имел высокую скорость хода. Впервые немцы применили трёхвальную силовую установку. Не обошлось и без проблем — слишком лёгкий корпус пришлось дополнительно подкреплять. Тем не менее, «Кайзерин Аугуста» стала первым немецким крейсером, построенном на уровне тогдашних мировых стандартов.
Следующий проект большого бронепалубного крейсера оказался малоудачным. Пять крейсеров типа «Виктория Луизе» (нем. Victoria Louise), вступившие в состав флота в 1898 —— 1899 годах, имели солидное вооружение, но ограниченная дальность не позволяла применять их для океанских рейдов, а для службы при эскадре им не хватало скорости. Большую часть своей карьеры эти крейсера провели в качестве учебных. На этом типе увлечение немецкого флота большими бронепалубными крейсерами закончилось.

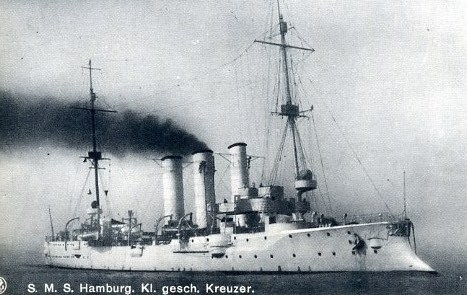
Бронепалубный крейсер «Гамбург» типа «Бремен».

Средним по размерам бронепалубных крейсерам, весьма популярным в других флотах, немецкие моряки до конца XIX века не уделяли особого внимания. По сути, единственным их представителем оказался «Гефион» (нем. Gefion), построенный к 1894 году. Впервые на этом корабле, немцы использовали в качестве главного калибра 105-мм орудия, уповая на их высокую скорострельность.
Гораздо большее внимание в Германии уделяли развитию «малых крейсеров», предназначенных для службы при эскадре, особенно после прихода на пост руководителя флота Альфреда Тирпица. Первым из них стал крейсер «Хела» (нем. Hela), развившийся, в свою очередь, из бронепалубных авизо типа «Ягд» (нем. Wacht). Небольшой корабль, вошедший в строй в 1896 году, имел очень слабое вооружение, но отличался хорошей мореходностью и достойной скоростью. За ним последовали заметно более крупные крейсера типа «Газелле» (нем. Gazelle) — 10 единиц, достроенных в 1900—1904 годах. Оснащённые 105-мм орудиями, они не выделялись своей скоростью хода среди зарубежных одноклассников.
Следующая серия — 7 крейсеров типа «Бремен» (нем. Bremen), состояла из ещё более крупных кораблей, причём прирост водоизмещения пошёл, главным образом, на силовую установку и новые корабли разгонялись до 23 узлов. Крейсер «Любек» (нем. Lübeck), входивший в серию, получил в экспериментальных целях паротурбинную силовую установку, причём на двух валах вращалось 8 винтов. Все они вошли в состав флота в 1904 — 1907 годах.
Германские бронепалубные крейсера формально не выделялись особыми достоинствами среди крейсеров других стран, но отличались заметно большей боевой живучестью, которой в немецком флоте придавали особое значение.
| Сравнительные ТТХ бронепалубных крейсеров Германии |                                |                                              |                                                                |                        |                      |                                                   |                                                    |
| Характеристики                                     | «Ирене»                        | «Кайзерин Аугуста»                           | «Виктория Луизе»                                               | «Гефион»               | «Хела»               | «Газелле»                                         | «Бремен»                                           |
| Водоизмещение, т                                   | 5020                           | 6218                                         | 6389 — 6589                                                    | 4275                   | 2049                 | 2916 — 3130                                       | 3756 — 3816                                        |
| Артиллерия                                         | 14 — 150-мм, 6 — 37-мм         | 4 — 150-мм, 8 — 105-мм, 8 — 88-мм, 4 — 37-мм | 2 — 210-мм, 8 — 150-мм, 10 — 88-мм                             | 10 — 105-мм, 6 — 52-мм | 4 — 88-мм, 6 — 52-мм | 10 — 105-мм                                       | 10 — 105-мм                                        |
| Торпедные аппараты                                 | 3×1 — 350-мм                   | 5×1 — 350-мм                                 | 4×1 — 450-мм                                                   | 2×1 — 450-мм           | 3×1 — 450-мм         | 3×1 — 450-мм                                      | 2×1 — 450-мм                                       |
| Бронирование, мм                                   | Палуба — 50 — 75, гласис — 120 | Палуба — до 70, рубка — 120                  | Палуба — 40 — 100, башни — до 100, казематы — 100, рубка — 100 | Палуба — 25 — 40       | Палуба — 25          | Палуба — 50 — 80, щиты орудий ГК — 50, рубка — 80 | Палуба — 35, щиты орудий ГК — 50, рубка — 80 — 100 |
| Энергетическая установка, л. с.                    | 8000                           | 15 650                                       | 10 790                                                         | 9000                   | 6000                 | 6000 — 8000                                       | 11 750 — 12 280 (14 403 на «Любеке»)               |
| Максимальная скорость, узлов                       | 18                             | 21,6                                         | 18,5 — 19,1                                                    | 19 — 20,5              | 20                   | 19,5 — 21,5                                       | 23,1 («Любек» — 23,4)                              |

## Бронепалубные крейсера Италии

Бронепалубный крейсер «Этна».

С начала 1880-х годов, морально оправившись от поражения при Лиссе, начал постепенно возрождаться итальянский флот. Располагая весьма ограниченными ресурсами, как технологическими, так и финансовыми, итальянцы активно привлекали к сотрудничеству ведущие иностранные компании. В отношении конструкции кораблей, итальянский подход характеризовался стремлением создать некие универсальные боевые единицы, хорошо вооружённые и быстроходные. Требования дальности плавания и мореходности считались второстепенными, ввиду сосредоточенности итальянских интересов в Средиземном море.
Первым бронепалубным крейсером итальянского флота стал «Джованни Бозан» (итал. Giovanni Bausan), построенный к 1885 году знаменитой британской компанией «Армстронг». Новая боевая единица оценивалась очень высоко, сочетая хорошую скорость с мощным вооружением, при скромном водоизмещении. Довольное крейсером, итальянское морское командование заказало отечественной промышленности 4 похожих крейсера типа «Этна» (итал. Etna). Они вошли в строй в 1887—1889 годах и по странной итальянской классификации, так же, как и прототип, числились в составе флота как «таранно-торпедные корабли» (итал. Ariete-torpediniere). Однако по своим основным характеристикам, тип «Этна» заметно уступал «Джованни Бозану».
Первые малые крейсера итальянского флота были также построены в Великобритании. В 1887 году итальянское правительство перекупило у фирмы «Армстронг» строившийся для Греции корабль и ввело его в состав как крейсер «Догали» (итал. Dogali). Почти одновременно этой же компании был заказан крейсер «Пьемонте» (итал. Piemonte), причём итальянцы потребовали вместить в минимальное водоизмещение максимум вооружения и обеспечить высокую скорость хода. Филип Уоттс справился с задачей и полностью удовлетворил заказчиков. Достаточно сказать, что «Пьемонт», вступивший в строй в 1889 году, стал первым в мире кораблём, вооружённым скорострельной артиллерией среднего калибра.
Малые крейсера отечественной постройки оказались гораздо менее удачными. Хотя 6 крейсеров типа «Умбрия» (итал. Umbria) создавались на базе проекта «Пьемонта», их скорость была гораздо ниже, а вооружение намного слабее. В целом тип был признан устаревшим ещё в ходе постройки, завершившейся в 1894—1901 годах. Кроме того, итальянский флот получил ещё ряд крейсеров, специально предназначенных для колониальной службы. Сначала, в 1897 году, в строй вошла «Калабрия» (итал. Calabria), а уже в 1913 году на базе этого проекта построили 2 единицы типа «Базиликата» (итал. Basilikata). Реальная боевая ценность этих кораблей была ничтожна.
Остатки последнего итальянского бронепалубного крейсера «Пулья», сегодня можно увидеть на территории паркового комплекса Витториале на озере Гарда, куда он был доставлен по приказу хозяина поместья, Габриэле д’Аннунцио.
| Сравнительные ТТХ бронепалубных крейсеров Италии |                                              |                                              |                                               |                                               |                                                   |                                              |                                  |
| Характеристики                                   | «Джованни Бозан»                             | «Этна»                                       | «Догали»                                      | «Пьемонте»                                    | «Умбрия»                                          | «Калабрия»                                   | «Базиликата»                     |
| Водоизмещение, т                                 | 3383                                         | 3737 — 3888                                  | 2235                                          | 2824                                          | 2411 — 3110                                       | 2660                                         | 3187                             |
| Артиллерия                                       | 2 — 254-мм, 6 — 152-мм, 4 — 57-мм, 9 — 37-мм | 2 — 254-мм, 6 — 150-мм, 5 — 57-мм, 6 — 37-мм | 6 — 152-мм, 9 — 57-мм                         | 6 — 152-мм, 6 — 120-мм, 10 — 57-мм, 6 — 37-мм | 2 — 152-мм, 6 — 120-мм, 7/10 — 57-мм, 2/8 — 37-мм | 4 — 152-мм, 4 — 120-мм, 8 — 57-мм, 8 — 37-мм | 6 — 152-мм, 5 — 76-мм, 2 — 47-мм |
| Торпедные аппараты                               | 2×1 — 355-мм                                 | 2×1 — 355-мм                                 | 4×1 — 355-мм                                  | 2×1 — 355-мм                                  | 2×1 — 450-мм                                      | 2×1 — 450-мм                                 | —                                |
| Бронирование, мм                                 | Палуба — 37, рубка — 12                      | Палуба — 37, рубка — 12                      | Палуба — 50, щиты орудий ГК — 114, рубка — 50 | Палуба — 75, щиты орудий ГК — 114, рубка — 75 | Палуба — 25                                       | Палуба — 50, рубка — 50                      | Палуба — 25, рубка — 50          |
| Энергетическая установка, л. с.                  | 6470                                         | 6252 — 7480                                  | 5012                                          | 7100                                          | 6842 — 7677                                       | 4260                                         | 5000                             |
| Максимальная скорость, узлов                     | 17,4                                         | 16,6 — 18                                    | 17,7                                          | 20,4                                          | 17,8 — 19,8                                       | 16,4                                         | 15,7                             |

## Бронепалубные крейсера других европейских стран

### Бронепалубные крейсера Испании

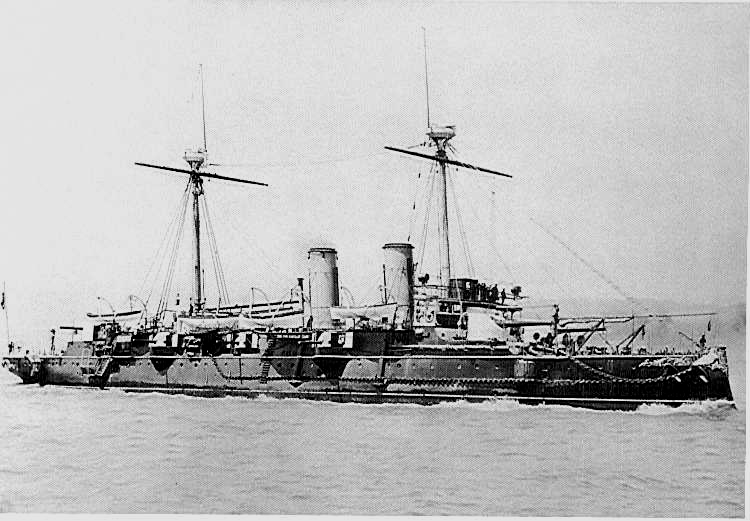
Бронепалубный крейсер «Рейна Регенте».

Во второй половине XIX века Испания переживала эпоху затяжного упадка и это не способствовало развитию ВМС. Ещё одной трудностью была борьба политических сил, имевших весьма различные взгляды на строительство флота. Тем не менее, статус колониальной державы обязывал Испанское королевство содержать крейсерский флот, хотя большую его часть составляли маленькие, безбронные корабли. Лишь 4 крейсера типа «Исла де Лусон» (исп. Isla de Luzon) имели тонкую броневую палубу, по сути, эти корабли были скорее канонерскими лодками.
Первым полноценным бронепалубным крейсером испанского флота стал «Рейна Регенте» (исп. Reina Regente), спроектированный и построенный в Великобритании и спущенный на воду в 1887 году. Корабль получился неплохо вооружённым и защищённым, достаточно быстроходным и по его образцу заложили ещё 2 крейсера на испанских верфях. Однако характерная для Испании отсталость промышленности привела к очень длительным срокам строительства. Качество тоже оказалось не на высоте — крейсера получились тихоходными и перегруженными. В итоге, «Лепанто» всё-таки вступил в строй в 1895 году как учебный корабль, а «Альфонсо XIII» пройти испытания не смог и был отправлен на слом.
Линия малых бронепалубных крейсеров была представлена крейсером «Рио дель Плата» (исп. Rio de la Plata), построенном к 1898 году и 2 крейсерами типа «Эстремадура» (исп. Extremadura), пополнившими флот в 1902 году. Характерно, что эти скромные корабли были построены на пожертвования испанских эмигрантов. Последним бронепалубным крейсером испанского флота стал «Рейна Регенте II», унаследовавший имя погибшего в 1895 году корабля. Вполне современный на момент закладки в 1899 году крейсер строился так долго, что устарел уже при вступлении в строй в 1908 году.

### Бронепалубные крейсера Португалии
К концу XIX века Португалия была одной из беднейших стран Европы. При этом страна сохраняла обширные колониальные владения в Африке и Азии, нуждавшиеся в обеспечении военно-морскими силами, а ухудшение отношений с традиционным союзником — Великобританией, привело к принятию в 1890 году кораблестроительной программы, предусматривавшей, в частности, постройку 10 крейсеров. Однако государственное банкротство Португалии в 1892 году привело к отказу от большей части намеченных планов.
Первый бронепалубный крейсер португальского флота «Адамаштур» (порт. Adamastor) строился в Италии, частично на средства, собранные по подписке. Корабль был спущен на воду в 1896 году и представлял собой заурядный крейсер 3-го класса, пригодный лишь для колониальной службы. В 1898 году во Франции сошли со стапелей 2 крейсера типа «Сан-Габриель» (São Gabriel), заказанные португальцами и, в целом, мало отличавшиеся от «Адамаштура». Однако неприятным сюрпризом для заказчиков стал недобор контрактной скорости. По французским чертежам намеревались построить ещё 4 крейсера в самой Португалии, но финансовые проблемы вынудили ограничиться лишь одним. «Раинья донья Амелия» (Rainha Dona Amélia) была спущена в 1899 году.. Самым мощным крейсером португальского флота стал «Дон Карлуш I» (порт. Dom Carlos I). Заказанный у фирмы «Армстронг», он был типичным продуктом этой компании. Водоизмещением немного более 4000 тонн, корабль нёс солидное вооружение и развивал высокую скорость хода. На воду его спустили в 1898 году.

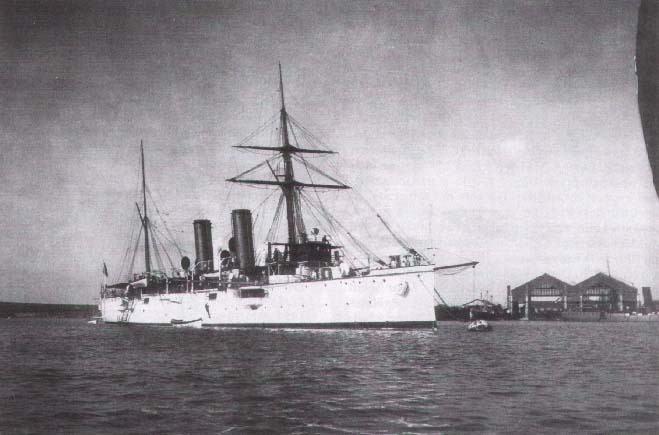
Бронепалубный крейсер «Зента»

### Бронепалубные крейсера Австро-Венгрии
Развитие флота Австро-Венгрии также проходило в очень сложных условиях. Венгерские парламентарии регулярно препятствовали выделению средств на морские вооружения, и руководству флота приходилось жить в режиме крайней экономии. Развитию крейсерских не способствовали также ограниченность Адриатического моря и отсутствие заморских колоний у империи. Поэтому крейсеров было построено сравнительно немного, причём первоначально, в силу политических соображений, они именовались «торпедно-таранными кораблями» (нем. Torpedo Rammschiff).
В 1890 и 1892 годах флот получил 2 бронепалубных крейсера типа «Кайзер Франц-Иосиф I» (нем. Kaiser Franz Joseph I). Средние по размерам корабли имели хорошее вооружение, достойную защиту и приличную скорость. Дальности и мореходности в австро-венгерском флоте не придавали особого значения. Малые бронепалубные крейсера были представлены 3 единицами типа «Зента» (нем. Zenta). В мирное время эти заурядные корабли показывали флаг в заграничных водах, в военное должны были поддерживать лёгкие силы. в строй они вошли в 1899 — 1901 годах.

### Бронепалубные крейсера Нидерландов

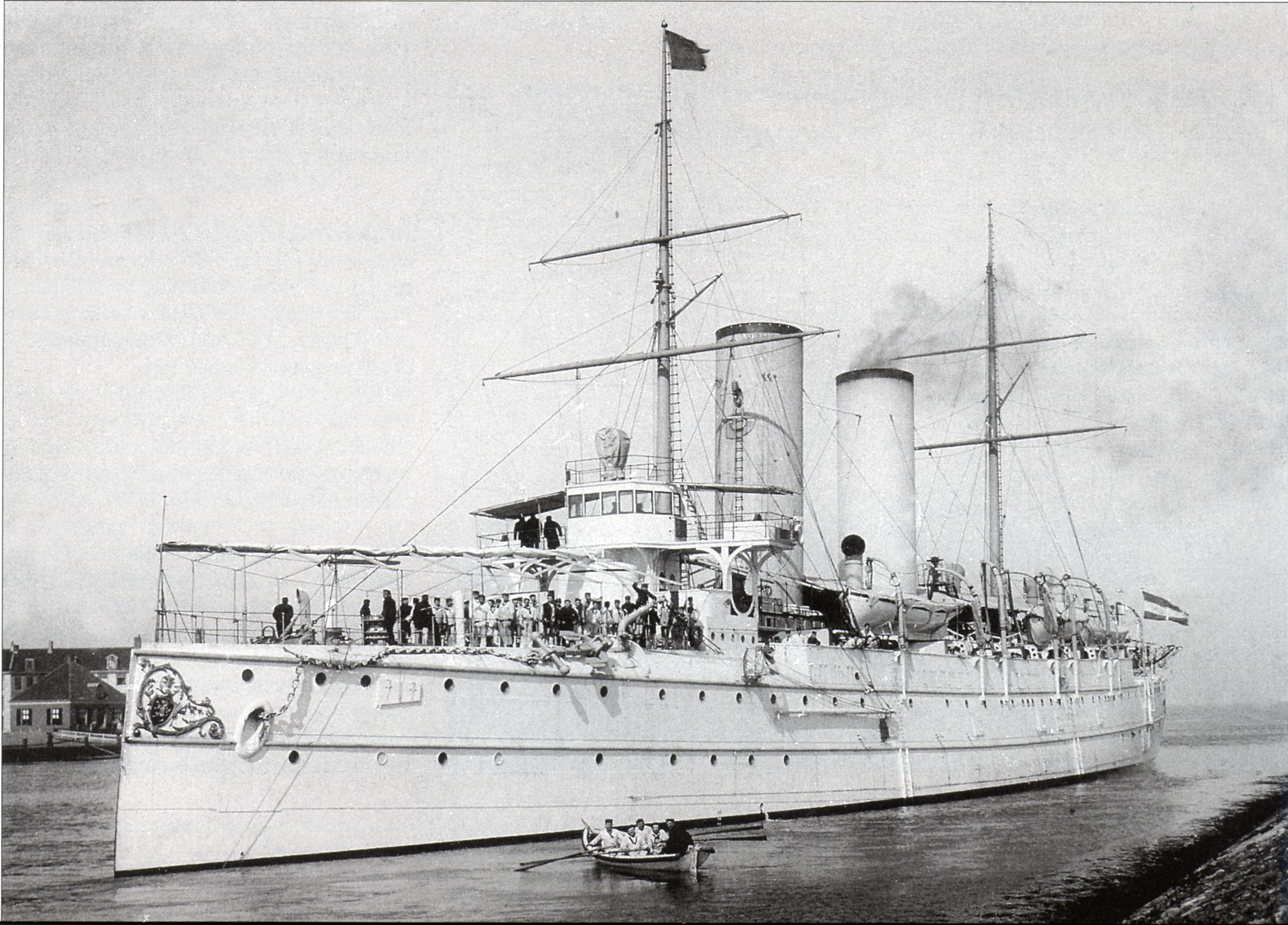
Бронепалубный крейсер «Ноорд Брабант» типа «Холланд».

Флот Нидерландов состоял из двух различных частей. Для обороны собственного побережья голландцы строили броненосцы береговой обороны и мониторы. Для охраны обширных колониальных владений существовал крейсерский флот. Однако в связи с нехваткой средств, крейсера строились редко и в режиме крайней экономии.
Первым бронепалубным крейсером голландского флота стала «Суматра» (нидерл. Sumatra), спущенная на воду в 1890 году. Маленький корабль имел более чем скромные характеристики и был пригоден лишь для колониальной службы. Заметно более высокими характеристиками обладал следующий крейсер — «Кёниген Вильгемина дер Нидерланден» (нидерл. Koningin Wilhelmina Der Nederlanden), сошедший на воду в 1892 году. При водоизмещении чуть более 4500 тонн, этот корабль нёс 6 видов артиллерии пяти различных калибров, от 280-мм до 37-мм. Сочеталось это с низкой скоростью и вызывало сомнения в принадлежности к классу крейсеров. В 1898 — 1899 годах флот Нидерландов пополнили сразу 6 бронепалубных крейсеров типа «Холланд» (нидерл. Holland). Средние во всех своих качествах корабли предназначались для несения службы в колониях.

### Бронепалубные крейсера скандинавских стран

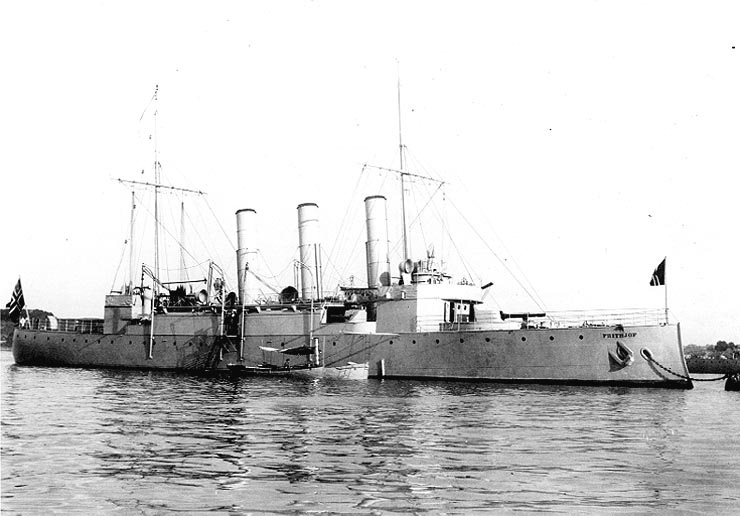
Бронепалубный крейсер «Фритьоф».

Основу некогда солидного датского флота составляли броненосцы береговой обороны. Особой нужды в крейсерах Дания не испытывала, но имела хронический дефицит средств на военные нужды. Первый датский бронепалубный крейсер «Валькириен» (дат. Valkyrien) сошёл на воду в 1888 году. Имея водоизмещение чуть менее 3000 тонн, этот корабль стал, по сути, местным вариантом армстронговской «Эсмеральды». Характеристики крейсера были вполне приличными для тех лет, но даже такой небольшой корабль показался датчанам слишком дорогим.
В результате, следующий датский бронепалубный крейсер «Гекла» (дат. Hekla), спущенный в 1890 году, имел водоизмещение более чем вдвое меньше, хотя сохранял его общую компоновку и стал, своего рода «мини-элсвиком». Довольное результатом датское руководство заказала ещё два похожих корабля типа «Гейзер» (дат. Gejser). Они сошли на воду в 1892—1894 годах и стали одними из самых миниатюрных бронепалубных крейсеров в мире.
Самым маленьким бронепалубным крейсером в мире стал норвежский «Викинг», спущенный со стапеля в 1891 году. При водоизмещении чуть более 1000 тонн, он имел броневую палубу, слабое вооружение и при скорости 15 узлов был скорее чем-то промежуточным, между крейсерами и канонерскими лодками. В 1896 году маленький норвежский флот получил чуть более увеличенный вариант «Викинга» — крейсер «Фритьоф».

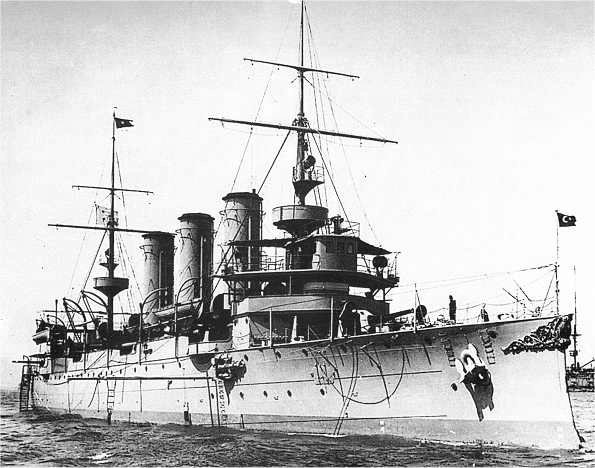
Бронепалубный крейсер «Хамидие».

### Бронепалубные крейсера причерноморских стран
Флот Османской империи пребывал в упадке после русско-турецкой войны 1877—1878 годов. После греко-турецкого конфликта 1897 года, где флот проявил себя не лучшим образом, была принята программа реорганизации военно-морских сил. В рамках этой программы были заказаны и 2 бронепалубных крейсера. «Абдул-Меджид» был построен в США компанией «Крамп» и вошёл в строй в 1903 году. По своей конструкции этот корабль, несмотря на место постройки, был типичным «элсвикским» крейсером. Фирмой «Армстронг» был построен к 1904 году другой турецкий бронепалубный крейсер «Абдул-Хамид». Он был почти полным повторением «Абдул-Меджида», но имел устаревшие цилиндрические котлы, которые, ввиду низкого уровня боевой подготовки турецких моряков, оказались более надёжными, чем водотрубные котлы «Абдул-Меджида». После младотурецкой революции 1908 года оба крейсера переименовали в «Меджидие» и «Хамидие» соответственно.
Своим бронепалубным крейсером обзавелась и Румыния. Построенный «Армстронгом» крейсер «Элизабета», спущенный на воду в 1888 году, относился к категории «мини», имея водоизмещение около 1300 тонн. Тем не менее, корабль получил мощное для своих размеров вооружение, отличался неплохой для своего времени скоростью, а ограниченная дальность не играла особой роли в Чёрном море.

## Бронепалубные крейсера США

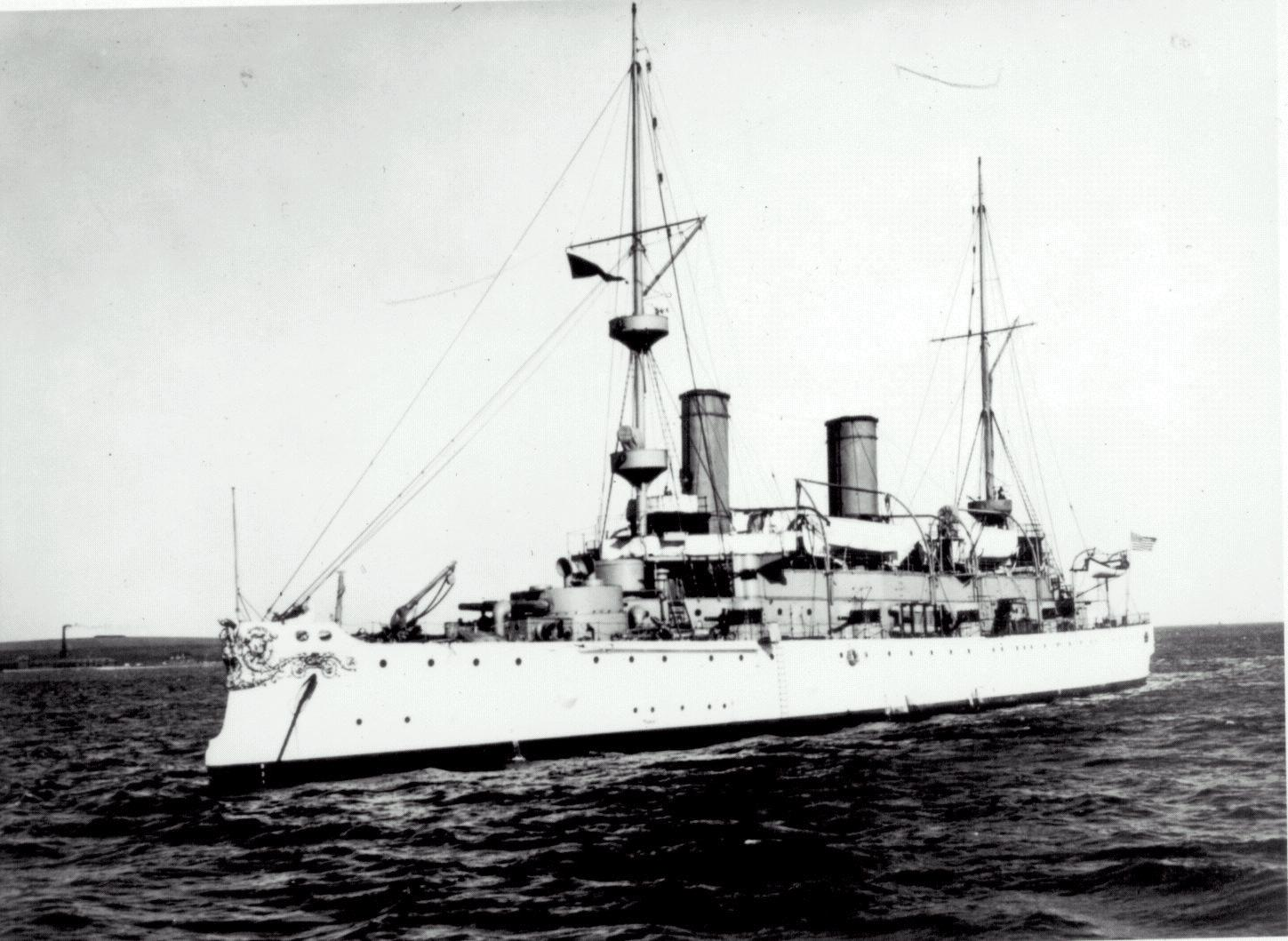
Бронепалубный крейсер «Олимпия».

После окончания Гражданской войны 1861—1865 годов, американский флот пребывал в состоянии глубокого упадка. Средства на новые боевые единицы практически не выделялись и к началу 1880-х годов, флот США уступал не только ведущим европейским флотам, но и некоторым латиноамериканским. Подобное положение дел привело к принятию Конгрессом США в 1883 году специального закона о флоте, в результате которого было начато строительство «Нового флота» (англ. New Navy). Характерно, что первыми кораблями, заказанными по программе строительства нового флота стали 3 крейсера и одно посыльное судно, известные под аббревиатурой ABCD — «Атланта» (англ. Atlanta), «Бостон» (англ. Boston), «Чикаго» (англ. Chicago) и «Долфин» (англ. Dolfin).
По сути, первые американские крейсера устарели ещё до вступления в строй. Пара типа «Атланта» и «Чикаго», ставший их увеличенным вариантом, отличались низкой скоростью, плохой мореходностью, несли полное парусное вооружение, их броневая защита была явно недостаточной, а формально мощная артиллерия не скорострельной и неудачно расположенной.. Вся тройка вошла в состав флота в 1886 — 1889 годах.

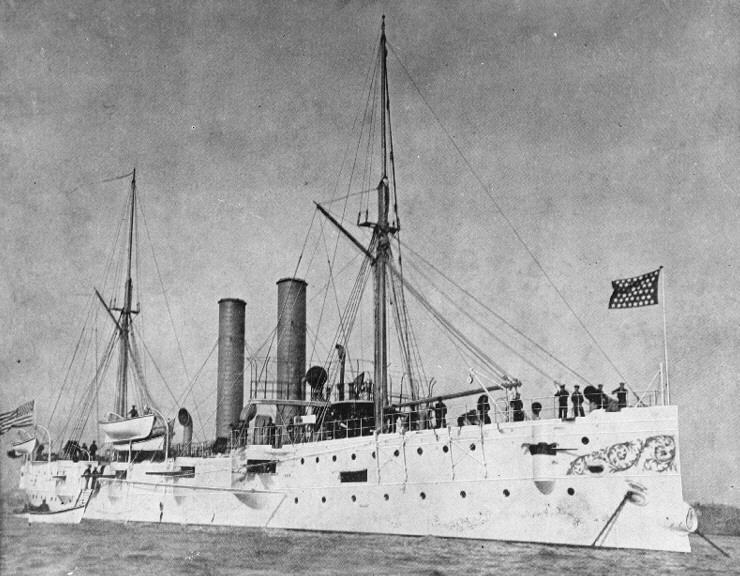
Бронепалубный крейсер «Детройт» типа «Монтгомери».

Первые полноценные бронепалубные крейсера появились в американском флоте лишь вследствие реализации программы 1885 года. Построенная по это программе пятерка крейсеров уже имела достойную скорость и солидное бронирование. Лишь «Ньюарк» и «Сан-Франциско» (англ. San Francisco) были построены по оригинальным проектам, а конструкция «Чарльстона» (англ. Charleston), «Балтимора» (англ. Baltimore) и «Филадельфии» (англ. Philadelphia) основывалась на британских образцах. Флот они пополнили в 1889 — 1891 годах.
Наиболее крупным крейсером, построенным по программе 1888 года, стала «Олимпия». Этот мощный, хорошо защищённый и быстроходный корабль показал, что американское судостроение постепенно выходит на новый уровень, не уступающий европейским государствам. Прозванный «белым крейсером» он вошёл в строй в 1895 году. Желание обзавестись специализированными «истребителями торговли» привело к появлению двух крейсеров типа «Коламбиа», поставленных в 1894 году. Очень крупные, водоизмещением более 8000 тонн, они отличались солидной дальностью плавания и достойной скоростью, но эти показатели уже не были чем-то исключительным. Вооружение, однако, оказалось очень слабым для кораблей таких размеров и вызвало резкую критику. Кроме того, не вполне довольное Морское ведомство США приобрело в 1898 году два крейсера, строившихся в Великобритании для Бразилии и включило их в состав флота, как тип «Нью-Орлеан».
Линия развития малых бронепалубных крейсеров в американских ВМС была начата в 1894 году, двумя крейсерами типа «Цинциннати». Для своих скромных размеров они были очень хорошо вооружены, возможно, даже слишком. Множество стволов несли также три крейсера типа «Монтгомери», вошедших в состав флота в 1893—1894 годах. Ещё менее крупные, чем тип «Цинциннати», они имели умеренную скорость и очень слабое бронирование. Последними классическими бронепалубными крейсерами американского флота стали 6 кораблей типа «Денвер». Пушек на них было тоже много, но малая скорость сближала их скорее с канонерскими лодками. Эти крейсера были поставлены флоту в 1903—1905 годах.
| Сравнительные ТТХ бронепалубных крейсеров США |                                              |                                                          |                                              |                                                         |                                                         |                                              |                                              |                                                                              |                                                           |                                               |                                                 |                                  |                                   |
| Характеристики                                | «Атланта»                                    | «Чикаго»                                                 | «Ньюарк»                                     | «Чарльстон»                                             | «Балтимор»                                              | «Филадельфия»                                | «Сан-Франциско»                              | «Олимпия»                                                                    | «Коламбиа»                                                | «Нью-Орлеан»                                  | «Цинциннати»                                    | «Монтгомери»                     | «Денвер»                          |
| Водоизмещение, т                              | 3189 — 3240                                  | 4942                                                     | 4665                                         | 4267                                                    | 5436                                                    | 5305                                         | 4583                                         | 6663                                                                         | 8270 — 8420                                               | 4011                                          | 3339                                            | 2235                             | 3514 — 3570                       |
| Артиллерия                                    | 2 — 203-мм, 6 — 152-мм, 2 — 57-мм, 2 — 37-мм | 4 — 203-мм, 8 — 152-мм, 2 — 127-мм, 2 — 57-мм, 2 — 37-мм | 12 — 152-мм, 4 — 57-мм, 4 — 47-мм, 2 — 37-мм | 2 — 203-мм, 6 — 152-мм, 4 — 57-мм, 2 — 47-мм, 2 — 37-мм | 4 — 203-мм, 6 — 152-мм, 4 — 57-мм, 2 — 47-мм, 2 — 37-мм | 12 — 152-мм, 4 — 57-мм, 2 — 47-мм, 2 — 37-мм | 12 — 152-мм, 4 — 57-мм, 2 — 47-мм, 2 — 37-мм | 4 — 203-мм, 10 — 127-мм, 14 — 57-мм, 6 — 37-мм                               | 1 — 203-мм, 2 — 152-мм, 8 — 102-мм, 12 — 57-мм, 4 — 37-мм | 6 — 152-мм, 4 — 120-мм, 10 — 57-мм, 8 — 37-мм | 1- 152-мм, 10 — 127-мм, 8 — 57-мм, 2/4 — 37-мм  | 9 — 127-мм. 6 — 57-мм, 2 — 37-мм | 10 — 127-мм, 8 — 57-мм, 2 — 37-мм |
| Торпедные аппараты                            | —                                            | —                                                        | —                                            | —                                                       | —                                                       | —                                            | —                                            | 6×1 — 457-мм                                                                 | 4×1 — 356-мм/457-мм                                       | 3×1 — 457-мм                                  | 4×1 — 457-мм                                    | 3×1 — 457-мм                     | -                                 |
| Бронирование, мм                              | Палуба — 37, барбеты — 51                    | Палуба — 20 — 37                                         | Палуба — 51 — 76, рубка — 76                 | Палуба — 51 — 76, барбеты — 51, рубка — 51              | Палуба — 63 — 102, рубка — 76                           | Палуба — 63 — 102, рубка — 76                | Палуба — 51 — 76, рубка — 76                 | Палуба — 51 — 120, щиты орудий — 102, башни — 89, барбеты — 114, рубка — 127 | Палуба — 37 — 102, казематы — 102, рубка — 127            | Палуба — 30 — 89, рубка — 102                 | Палуба — 25 — 63, казематы — 102-мм, рубка — 51 | Палуба — 11 — 19                 | Палуба — 8 — 63, казематы — 30    |
| Энергетическая установка, л. с.               | 3500 — 4030                                  | 5000                                                     | 8500                                         | 7650                                                    | 10 750                                                  | 10 064                                       | 10 500                                       | 13 500                                                                       | 18 509 — 21 500                                           | 7500                                          | 10 000                                          | 5227 — 5400                      | 4640                              |
| Максимальная скорость, узлов                  | 13 — 14                                      | 14                                                       | 18                                           | 18,9                                                    | 19 — 20,1                                               | 19                                           | 19                                           | 20 — 21,7                                                                    | 20,8 — 21                                                 | 20                                            | 19                                              | 17 −19                           | 16,7                              |

## Бронепалубные крейсера Латинской Америки

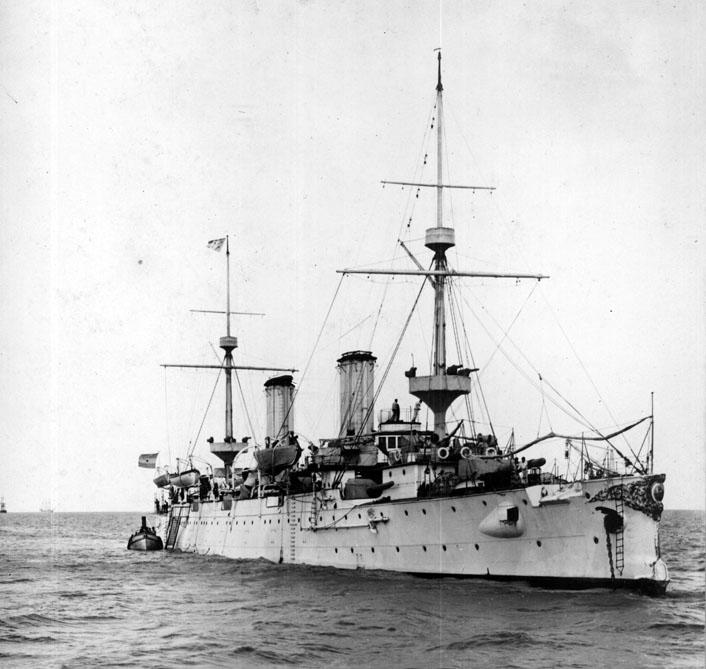
Бронепалубный крейсер «Буэнос-Айрес».

В последней четверти XIX века весьма заметное место в мировом военно-морском балансе играли флоты ведущих латиноамериканских стран. Аргентина, Бразилия и Чили, ведя острое соперничество между собой, создали значительные военно-морские силы. Характерной чертой этих флотов стала ставка на иностранных производителей, прежде всего британских, что позволило пополнять корабельный состав весьма совершенными боевыми единицами, в том числе, бронепалубными крейсерами.

### Бронепалубные крейсера Аргентины
Первым бронепалубным крейсером Аргентины стала «Патагония» (исп. Patagonia), построенная в Австро-Венгрии к 1887 году. Корабль получился очень маленьким и тихоходным, по крейсерским меркам, и скорее являлся мореходной канонерской лодкой. В дальнейшем аргентинцы предпочли сотрудничество со знаменитой фирмой «Армстронг» и получили целый ряд весьма совершенных крейсеров.
В 1891 году в состав аргентинского флота вошёл крейсер «Вейнтисинко де Майо» (исп. Veinticinco de Mayo), причём фирма заложила этот корабль, даже не имея на него покупателя. При скромных размерах, крейсер был весьма быстроходным, хотя имел на вооружении нескорострельные немецкие орудия Круппа. Довольные результатом аргентинские моряки заказали его улучшенную версию, и в 1893 году флот пополнился «Нуэве де Хулио» (исп. Nueve de Julio). Этот корабль в целом повторял предшественника, но был вооружён скорострельной артиллерией британского производства. Последним бронепалубным крейсером аргентинского флота, также заказанным у «Армстронга», стал «Буэнос-Айрес» (исп. Buenos Aires), поставленный в 1896 году. Более крупный, чем предыдущие, он нёс и более сильную артиллерию и обладал высокими скоростными качествами. После этого, Аргентина, готовясь к войне с Чили, предпочла заказывать броненосные крейсера.

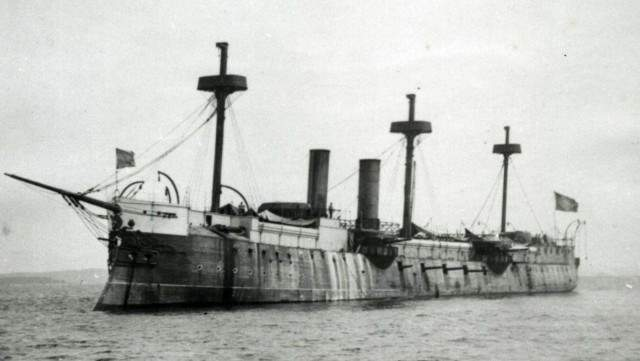
Бронепалубный крейсер «Альмиранте Тамандаре».

### Бронепалубные крейсера Бразилии
Первым и последним бронепалубным крейсером, построенным на бразильских верфях, причём с помощью фирмы «Армстронг», стал «Альмиранте Тамандаре» (порт. Almirante Tamandaré), вошедший в строй в 1893 году. Корабль представлял собой смесь новейших и устаревших технических решений. Его скорость была недостаточной для 1890-х годов, имелось архаическое парусное вооружение, а артиллерия хотя и была скорострельной, располагалась весьма неудачно. Прочие крейсера заказывались иностранным производителям. В 1892 году французами был спущен на воду, заказанный для бразильского флота малый крейсер «Бенджамин Констан», имевший весьма низкие характеристики и использовавшийся лишь для учебных целей. Ещё меньшим оказался крейсер «Република» построенный к 1892 году «Армстронгом». Несмотря на водоизмещение 1300 тонн, он считался вполне удачным для своего размера кораблём.
Быстрый рост аргентинского флота вынудил Бразилию заказать у традиционного поставщика серию из 3 полноценных «элсвикских» крейсеров. Однако в состав бразильского флота в 1897 году вошёл лишь «Альмиранте Баррозо» (порт. Almirante Barroso), а два других были перекуплены США. При умеренном водоизмещение он нёс достаточно сильное вооружение и имел неплохой ход.

### Бронепалубные крейсера Чили

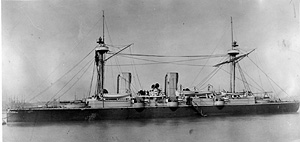
Бронепалубный крейсер «Эсмеральда».

Первым чилийским бронепалубным крейсером стала знаменитая «Эсмеральда» (исп. Esmeralda)— прародитель всех «элсвикских» крейсеров. Вошедший в строй в 1884 году, этот корабль произвёл фурор в военно-морских кругах, сочетая мощное вооружение и приличное бронирование с высокой скоростью хода. К недостаткам проекта относились перегрузка тяжёлым вооружением и недостаточная мореходность. Последнее выявилось после продажи в 1894 году «Эсмеральды» в Японию. В 1892 году чилийский флот получил из Франции 2 небольших крейсера типа «Президенте Эрразуриз» (исп. Presidente Errazuriz) обладавшие достаточно заурядными характеристиками.
В дальнейшем в Чили предпочитали продукцию «Армстронга». В 1894 году чилийский флот получил крейсер «Бланко Энкалада» (исп. Blanco Encalada). Достаточно скоростной, мореходный и мощно вооружённый корабль очень понравился покупателю и последовал новый заказ, на броненосный крейсер «Эсмеральда II». Он вышел не слишком удачным, несмотря на формально высокие характеристики и чилийцы вернулись к заказу умеренных по размерам бронепалубных крейсеров. «Министро Зентено» (исп. Ministro Zenteno) был спущен со стапеля в 1896 году и почти полностью повторял бразильский «Альмиранте Баррозо», за исключением состава артиллерии. Последним бронепалубным крейсером чилийского флота стал «Чакабуко» (исп. Chacabuco), купленный в 1902 году, уже на стадии строительства и практически однотипный с японским «Такасаго». Для своих умеренных размеров он был очень хорошо вооружён и считался одним из самых быстроходных крейсеров мира.

### Бронепалубные крейсера других латиноамериканских стран
Самыми большими и мощными кораблями перуанского флота в первой половине XX века стали бронепалубные крейсера типа «Альмиранте Грау» (исп. Almirante Grau). Построенные к 1906 — 1907 годам фирмой «Армстронг», они были сравнительно небольшими и заурядными кораблями со слабым вооружением и очень быстро устарели.
Ещё одним кораблём, заслуживающим классификации бронепалубного крейсера, стал уругвайский «Уругвай». Маленький крейсер, водоизмещением всего 1400 тонн, был построен немецкой фирмой «Вулкан» к 1910 году и имел чисто символическое бронирование, но, традиционно для Латинской Америки, эксплуатировался очень долго.

## Бронепалубные крейсера Азии

### Бронепалубные крейсера Японии

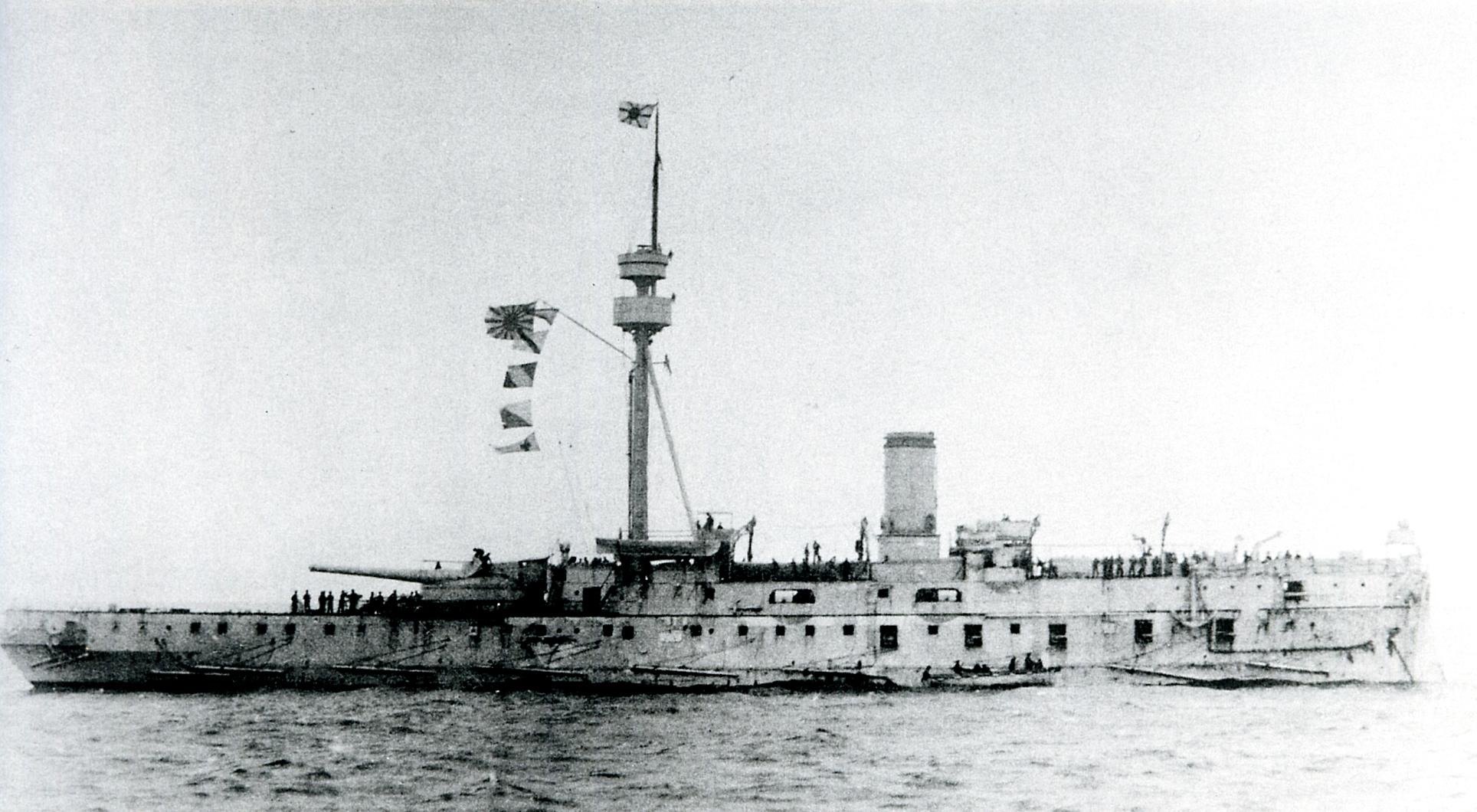
Бронепалубный крейсер «Мацусима».

После революции Мэйдзи Япония приступила к энергичной модернизации страны с использованием передовых западных технологий. Этот процесс был особенно хорошо заметен в японском военно-морском флоте, поскольку он обладал в 1870-х годах лишь совершенно устаревшими кораблями. Вначале японцы обратились за военно-технической помощью в строительстве флота к Великобритании. В результате первыми бронепалубными крейсерами Императорского флота стали корабли, построенные к 1885—1886 годам фирмой «Армстронг» — 2 крейсера типа «Нанива» (яп. 浪速). Спроектированные на основе проекта чилийской «Эсмеральды», они были средними по своим боевым качествам, но вполне добротными крейсерами, хотя и вооружёнными не скорострельной артиллерией немецкого производства.
С середины 1880-х годов японские моряки временно переориентировались на сотрудничество с Францией. Первым и крайне неудачным опытом японо-французского сотрудничества в создании крейсерских сил стал крейсер «Унэби» (яп. 畝傍). Небольшой корабль был явно перегружен, имел недостаточную остойчивость и, будучи переданным заказчику в 1886 году, бесследно пропал на переходе из Франции в Японию.

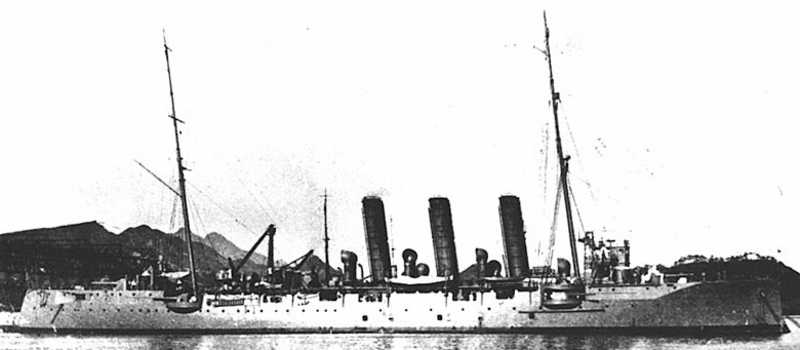
Бронепалубный крейсер «Цусима».

Не смутившись таким обстоятельством, японцы продолжили сотрудничество с французами, заключив контракт с известным кораблестроителем Эмилем Бертеном. В частности, по его проекту были построены 3 крейсера типа «Мацусима» (яп. 松島) — одни из самым оригинальных крейсеров за всю историю, вошедшие в строй в 1891—1894 годах. Сравнительно небольшие корабли должны были образовывать единую боевую единицу, для чего каждый из них нёс по 1 320-мм орудию, причём на двух крейсерах их установили в носу, а на одном в корме. Предполагалось, что они смогут справиться с китайскими броненосцами. Прочую артиллерию составляли скорострельные 120-мм пушки. Проект оказался крайне неудачным. Тяжёлое орудие показало себя как совершенно бесполезное в бою, защита и скорость крейсеров также были недостаточными. В целом, первые крейсера японского флота были полезны лишь для приобретения соответствующего опыта.

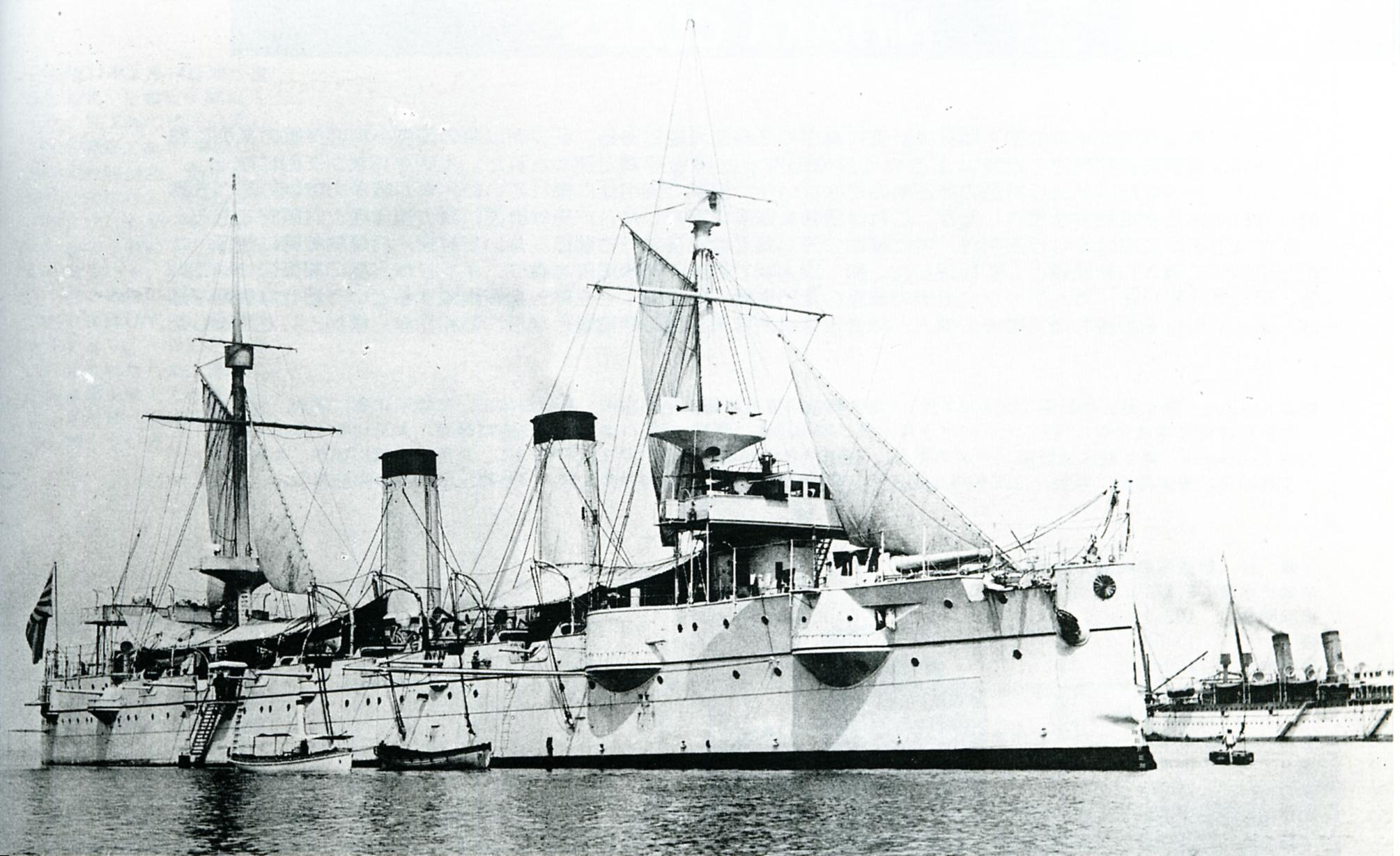
Бронепалубный крейсер «Касаги».

Разочаровавшись во французских проектах, японские моряки вернулись к сотрудничеству с британцами и сразу получили отличную боевую единицу. Крейсер «Ёсино» (яп. 吉野), полученный флотом в 1893 году, отличался хорошей маневренностью, достойным вооружением и был самым быстроходным крейсером своего времени. По британскому проекту был построен к 1893 году, причём на японской верфи, крейсер «Акицусима» (яп. 秋津洲). Первыми бронепалубными крейсерами, построенными в Японии по японскому проекту из японских комплектующих, стали корабли типа «Сума» (яп. 須磨), вошедшие в строй в 1896—1899 годах и оказавшиеся малоудачными. Не слишком удачными оказались и следующие импортные крейсера — построенный британцами к 1898 году «Такасаго» (яп. 高砂) и тип «Касаги» (яп. 笠置) американской постройки, включавший 2 единицы, вошедших в состав флота в 1898—1899 годах. Все они страдали от недостаточной мореходности. Кроме того, японское правительство в преддверии японо-китайской войны, приобрело у Чили бронепалубный крейсер «Эсмеральда», переименовав его в «Идзуми» (яп. 和泉).
Учтя ошибки, допущенные при постройке крейсеров типа «Сума», японский флот заказал собственной промышленности 2 крейсера типа «Цусима» (яп. 新高). Более крупные, чем предшественники, они имели более надежную энергетику и, в целом, являлись заурядными, но добротными кораблями. Их дальнейшим развитием стал крейсер «Отова» (яп. 音羽). Он оказался меньше по размерам, но несколько более быстроходным. Все 3 крейсера вошли в состав флота в 1904 году.
За 20 лет японской флот проделал большой путь — от заказов за границей до строительства крейсеров на собственных верфях и по собственным проектам. Последние японские бронепалубные крейсера, в общем, соответствовали среднему мировому уровню. Однако уже тогда проявилось характерное для японских кораблестроителей стремление к чрезмерной насыщенности вооружением сравнительно небольших кораблей.
| Сравнительные ТТХ бронепалубных крейсеров Японии |                                                |                                               |                                                   |                                     |                                     |                                                  |                                                |                                                        |                                   |                                                 |
| Характеристики                                   | «Нанива»                                       | «Унэби»                                       | «Мацусима»                                        | «Ёсино»                             | «Акицусима»                         | «Сума»                                           | «Такасаго»                                     | «Касаги»                                               | «Цусима»                          | «Отова»                                         |
| Водоизмещение, т                                 | 4150                                           | 3672                                          | 4278                                              | 4225                                | 3170                                | 2657 — 2756                                      | 4160                                           | 5598 — 6066                                            | 3716                              | 3388                                            |
| Артиллерия                                       | 2 — 260-мм, 6 — 150-мм, 2 — 57-мм, 9 — 37-мм   | 4 — 240-мм, 7 — 150-мм, 2 — 57-мм, 10 — 37-мм | 1 — 320-мм, 11 — 120-мм, 5/11 — 57-мм, 11 — 47-мм | 4 — 152-мм, 8 — 120-мм, 22 — 47-мм  | 4 — 152-мм, 6 — 120-мм, 8 — 47-мм   | 2 — 152-мм, 6 — 120-мм, 10 — 47-мм, 4 — 42-мм    | 2 — 203-мм, 10 — 120-мм, 12 — 76-мм, 6 — 42-мм | 2 — 203-мм, 10 — 120-мм, 12 — 76-мм, 6 — 42-мм         | 6 — 152-мм, 10 — 76-мм, 4 — 42-мм | 2 — 152-мм, 6 — 120-мм, 4 — 76-мм               |
| Торпедные аппараты                               | 4×1 — 356-мм                                   | 4×1 — 450-мм                                  | 4×1 — 356-мм                                      | 5×1 — 356-мм                        | 4×1 — 356-мм                        | 5×1 — 457-мм                                     | 3×1 — 457-мм                                   | 4×1 — 457-мм                                           | -                                 | 2×1 — 457-мм                                    |
| Бронирование, мм                                 | Палуба — 51 — 76, щиты орудий — 37, рубка — 37 | Палуба — 33                                   | Палуба — 37 — 51, барбет — 305, рубка — 102       | Палуба — 43 — 114, щиты орудий— 114 | Палуба — 25 — 76, щиты орудий — 114 | Палуба — 25 — 51, щиты орудий — 114, рубка — 102 | Палуба — 63 — 114, щиты орудий — 63 — 114      | Палуба — 63 — 114, щиты орудий — 63 — 114, рубка — 114 | Палуба — 37 — 63, рубка — 102     | Палуба — 51 — 76, щиты орудий — 37, рубка — 102 |
| Энергетическая установка, л. с.                  | 7120                                           | 6000                                          | 5400                                              | 15 968                              | 8516                                | 8384                                             | 15 500                                         | 13 492                                                 | 9500                              | 10 000                                          |
| Максимальная скорость, узлов                     | 18,5                                           | 17,5                                          | 16,5                                              | 22,5 — 23                           | 19                                  | 19,5 — 20                                        | 22,5                                           | 22,5 — 22,75                                           | 20                                | 21                                              |

### Бронепалубные крейсера Китая

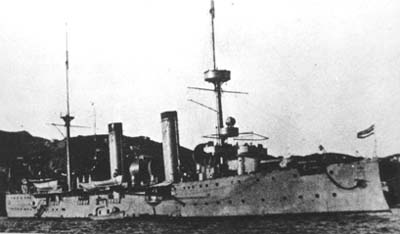
Бронепалубный крейсер «Хай Юнг».

Императорский Китай в развитие военно-морских сил уделял главное внимание Бэйянскому флоту, который финансировался из средств северных провинций страны. Руководство флота заказывало крейсера в Германии и Великобритании, причём предпочтение оказывалось британским судостроителям. Первым бронепалубным крейсерами китайского флота стали 2 единицы типа «Чао-Юн» (кит. 超勇), построенные в Великобритании и вошедшие в строй в 1881 году. Очень маленькие крейсера имели низкую скорость и символическую броневую палубу. Заметно лучше был бронирован «Цзи-Юань» (кит. 济远) германской постройки. Его скорость тоже соответствовала крейсерским стандартам того времени. В состав флота он вошёл в 1885 году. Британия, в свою очередь, поставила в 1887 году Китаю 2 крейсера типа «Чжиюань» (кит. 致遠).
Уже после окончания японо-китайской войны компании «Армстронг» были заказаны 2 крейсера типа «Хай-Чи» (кит. 海圻). Типичные «элсвикские» крейсера, быстроходные и хорошо вооружённые, они пополнили флот в 1899 году. и надолго стали сильнейшими кораблями страны. Кроме того, в Германии были заказаны 3 малых крейсера типа «Хай-Юн» (кит. 海容). Все они были построены к 1898 году и прослужили во флоте очень долго.

### Бронепалубные крейсера Сиама
Ещё одна страна Азии — Таиланд — получила крейсер подобного класса британской постройки — «Маха Чакри». Крейсер никогда не участвовал в боевых действиях и в основном использовался как королевская яхта. Имел броневую палубу, но был недостаточно вооружён (по проекту предполагалась установка шести 152-мм орудий).

## Бронепалубные крейсера в локальных войнах конца XIX — начала XX веков

### Бронепалубные крейсера в японо-китайской войне

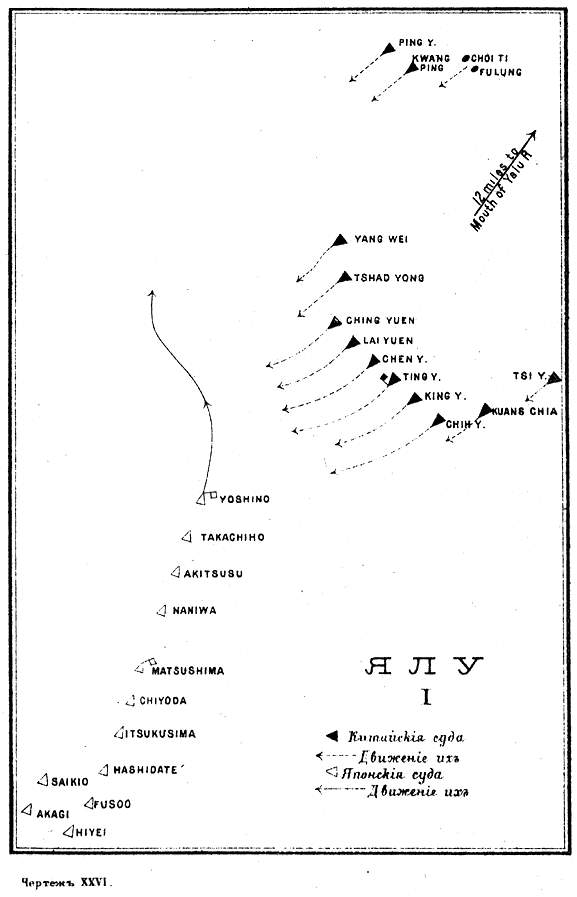
Битва при Ялу. Завязка сражения.

К началу японо-китайской войны японский флот состоял, главным образом, из бронепалубных крейсеров, являвшихся основной ударной силой флота. Корабли прочих классов имели второстепенное значение. Для борьбы с китайскими броненосцами — ядром Бэйянского флота, специально предназначались крейсера типа «Мацусима» с 320-мм орудиями. По уровню организации и боевой подготовки японский флот имел заметное превосходство над китайским.
Решающее сражение за господство на море произошло 17 сентября 1894 года у устья реки Ялу. Японский флот под командованием вице-адмирала Ито насчитывал 7 бронепалубных крейсеров, 1 броненосный крейсер, 2 устаревших броненосных фрегата, 1 вспомогательный крейсер и 1 канонерскую лодку. В составе китайского флота, которым командовал адмирал Дин, имелось 2 броненосца, 3 броненосных крейсера, 3 бронепалубных крейсера, 4 безбронных крейсера, 2 канонерский лодки и 2 миноносца.
Китайский командующий выстроил свои корабли строем фронта, который быстро превратился в полумесяц, в центре которого находились броненосцы. Японцы предпочли сражаться в кильватерном строю, причём из состава был выделен «летучий отряд» под командованием контр-адмирала Цубоя, включавший 4 наиболее быстроходных бронепалубных крейсера.
Сражение, продолжавшееся более 4 часов, носило характер перестрелки сторон на средних и малых дистанциях. «Летучий отряд» охватил противника с фланга и нанёс ему серьёзные потери. Китайский флот почти сразу утратил управление и беспорядочно отбивался от круживших вокруг японских кораблей, причём 2 китайских крейсера самовольно покинули место сражения. Решающую роль в бою сыграла скорострельная артиллерия японских бронепалубных крейсеров. Именно её огнём были потоплены 4 китайских крейсера. Особенно отличился флагман «летучего отряда» «Ёсино», который буквально засыпал противника градом снарядов. Вместе с тем, среднекалиберная артиллерия оказалась неспособной справиться с китайскими броненосцами, несмотря на огромное количество попаданий. Надежды на 320-мм орудия крейсеров типа «Мацусима» провалились — за всё время боя 3 крейсера смогли выпустить лишь 13 тяжёлых снарядов и ни разу не попали в цель. В то же время выявилась и слабость защиты бронепалубных крейсеров — одно лишь попадание тяжёлого снаряда в «Мацусиму» вывело крейсер из строя, с огромными потерями в личном составе.
Ввиду потерь китайский флот беспорядочно отступил к своим базам и в дальнейшем не пытался вести открытую борьбу, что предопределило исход войны. Сражение при Ялу показало значение превосходства скорости в бою, роль скорострельной артиллерии, но продемонстрировало также и важность броневой защиты.

### Бронепалубные крейсера в испано-американской войне

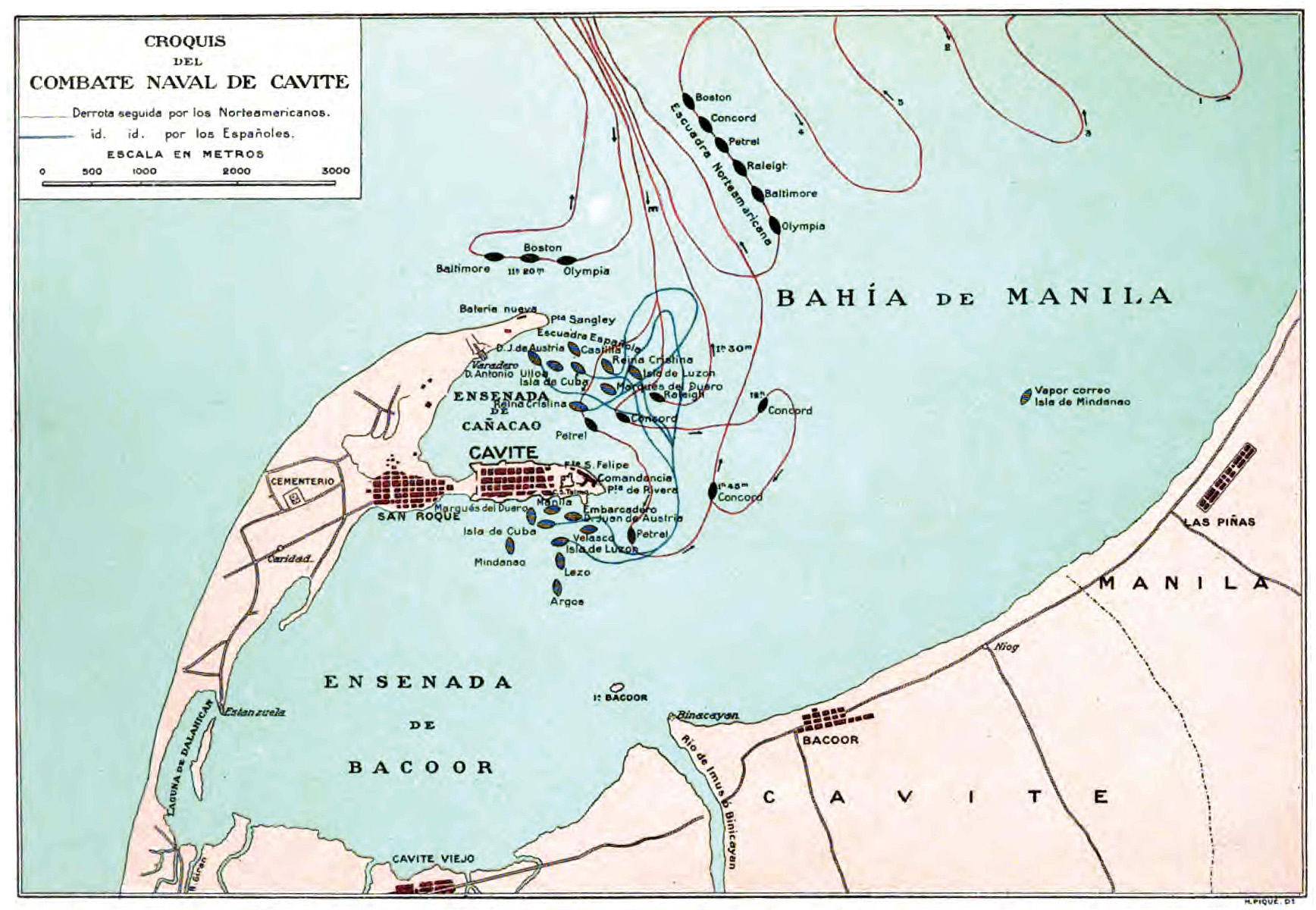
Схема сражения у Кавите 1 мая 1898 г.

События испано-американской войны развернулись, главным образом, в районе Кубы и Филиппин — испанских колоний, которые американцы намеревались отвоевать у противника. Если у берегов Кубы с обеих сторон действовали броненосцы и броненосные крейсера, то в борьбе за Филиппинские острова основную роль сыграли крейсера бронепалубные. Получив извещение о начале войны, американская эскадра под командованием коммодора Д. Дьюи отправилась из Гонконга к Маниле. В её состав входили 2 крупных бронепалубных крейсера — «Олимпия» и «Балтимор», 2 средних бронепалубных крейсера — «Релей» и «Бостон», а также канонерские лодки «Петрел» и «Конкорд». Противостоящая ему испанская эскадра контр-адмирала П. Монтехо, включала 2 малых бронепалубных крейсера типа «Исла де Лусон», 5 безбронных крейсеров, причём один из них деревянный, 1 вспомогательный крейсер и 3 канонерские лодки.
Имея формальное численное преимущество и примерно равное водоизмещение, испанская эскадра уступала по всем остальным статьям. Живучесть испанских кораблей была очень низкой, артиллерия устаревшей, а боевая подготовка совершенно неудовлетворительной. Фактически, «Олимпия» и «Балтимор» были сильнее всего испанского соединения.
Рано утром 1 мая 1898 года эскадра Дьюи появилась в бухте Кавите, где находился противник. Вступив в бой, американцы быстро добились решающего успеха. Испанцы вели себя пассивно, лишь флагманский крейсер попытался атаковать противника, но был быстро выведен из строя. Курсируя галсами перед противником, американцы наносили ему тяжёлый урон огнём своей артиллерии. Ответная стрельба была малоэффективной.
Через 1,5 часа после начала боя, Дьюи, получив искажённое сообщение о нехватке боеприпасов, отошёл на запад, дав возможность командам позавтракать. Разобравшись с недоразумением, американская эскадра вернулась в бухту Кавите и добила оставшиеся испанские корабли, а также подавила береговые батареи. Таким образом, бой завершился полной победой флота США с ничтожными потерями, но соотношение сил было настолько неравным, что никаких серьёзных выводов о боеспособности бронепалубных крейсеров сделать было невозможно.

### Бронепалубные крейсера в русско-японской войне

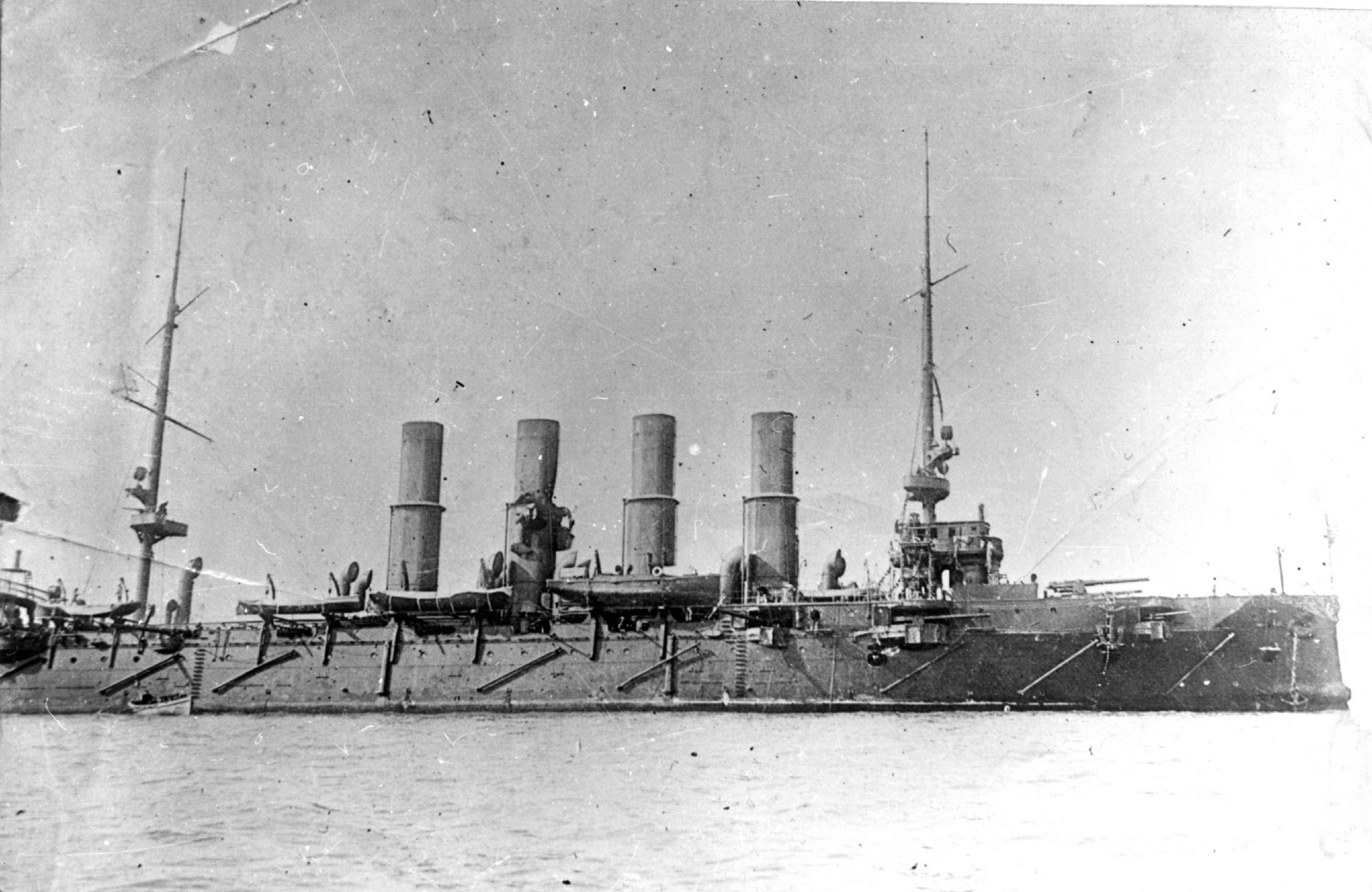
Бронепалубный крейсер «Варяг» после боя у Чемульпо.

В начале русско-японской войны, японскому флоту противостояла, со стороны России, Первая Тихоокеанская эскадра, включавшая в себя, из числа крупных кораблей, 7 броненосцев, 4 броненосных крейсера, 5 бронепалубных крейсеров 1-го ранга и 2 бронепалубных крейсера 2-го ранга. Японский флот имел 6 броненосцев, 6 броненосных крейсеров и 12 бронепалубных крейсеров. Хотя основной ударной силой обоих флотов являлись броненосные корабли, бронепалубные крейсера также приняли активное и заметное участие в боевых действиях.
Уже в первые сутки войны, среди пострадавших от японских атак русских кораблей, оказались бронепалубные крейсера. В ночь на 27 января 1904 года был повреждён торпедой крейсер «Паллада», стоявший, в числе других кораблей эскадры на внешнем рейде Порт-Артура. Днём 27 января 1904 года эскадра контр-адмирала Уриу, состоявшая из 2 броненосных и 4 бронепалубных крейсеров, а также 1 авизо и 8 миноносцев, пресекла попытку прорыва из порта Чемульпо русских бронепалубного крейсера «Варяг» и канонерской лодки «Кореец», находившихся там в качестве стационеров. В ходе боя при Чемульпо «Варяг» получил множество повреждений, в том числе подводных пробоин, большая часть артиллерии вышла из строя, огромные потери понёс личный состав. Несмотря на то, что броневая палуба ни разу не была пробита, и крейсер сохранял ход, «Варяг» практически потерял боеспособность и был затоплен на рейде Чемульпо. Противник в ходе боя никаких потерь не понёс. 29 января 1904 года был потерян крейсер «Боярин». Подорвавшись на русской же мине, он явно преждевременно был оставлен экипажем и, в конечном счёте, затонул. Кроме того, 2 мая 1904 года находившийся в составе Владивостокского отряда бронепалубный крейсер «Богатырь» попал в навигационную аварию и выбыл из строя до конца войны.

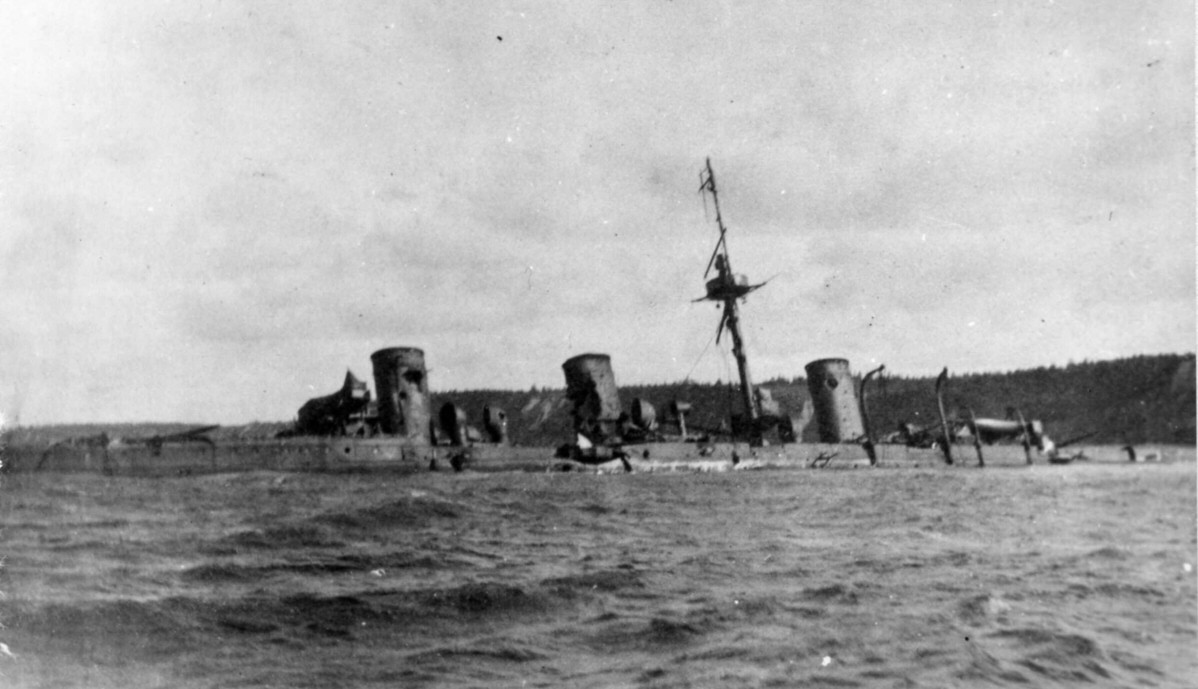
Бронепалубный крейсер «Новик», затопленный у Корсаковского поста.

В ходе боевых действий у Порт-Артура наибольшую активность со стороны русских бронепалубных крейсеров проявляли «Новик» и «Аскольд», неоднократно вступавшие в перестрелки с японскими кораблями. Из японских бронепалубных крейсеров энергично и полезно действовал 3-й отряд крейсеров, включавший наиболее быстроходные японские корабли этого класса — «Ёсино», «Такасаго», «Касаги», «Читосэ». Они очень активно использовались для разведки и наведения главных сил. Прочие бронепалубные крейсера японское командование применяло осторожно, считая их слишком слабыми и тихоходными.
В попытке прорыва 1-й Тихоокеанской эскадры из Порт-Артура 28 июля 1904 года, помимо прочих кораблей, участвовало четыре бронепалубных крейсера: «Аскольд», «Новик», «Диана» и «Паллада». В самом бою главных сил крейсера приняли лишь ограниченное участие, ненадолго попав под огонь японских броненосцев. После выхода из строя флагмана и стихийного поворота эскадры к Порт-Артуру, командир отряда крейсеров контр-адмирал Рейценштейн, державший свой флаг на «Аскольде», принял решение прорваться во Владивосток силами лишь одного своего отряда. Фактически за флагманом последовал лишь «Новик», «Диана» и «Паллада» вскоре отстали. Несмотря на интенсивный огонь противника, крейсера сумели прорваться, пользуясь своим превосходством в скорости.

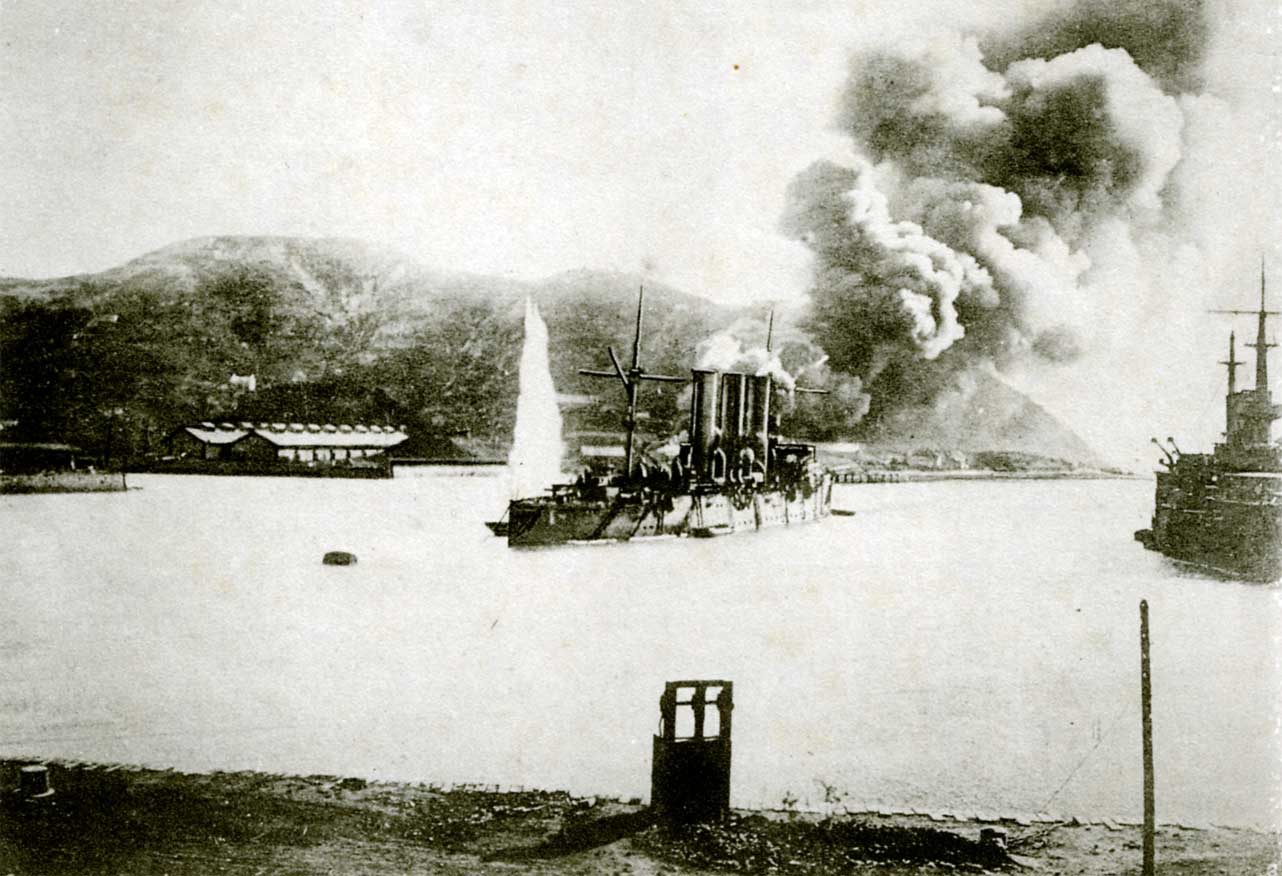
Бронепалубный крейсер «Паллада» под огнём японской осадной артиллерии в Порт-Артуре.

В дальнейшем прорвавшиеся крейсера разошлись. «Аскольд» в ходе боя получил ряд серьёзных повреждений, в том числе подводных, несмотря на сохранявшую целостность броневую палубу, и зашёл в Шанхай для исправления повреждений. Здесь он был блокирован превосходящими силами японцев и 11 августа 1904 года разоружился. Командир «Новика» Шульц решил прорваться во Владивосток кружным путём, обойдя Японию с востока. Успешно совершив переход, «Новик» зашёл в пост Корсаковский на острове Сахалин для пополнения запасов угля. 7 августа 1904 года он был настигнут здесь бронепалубным крейсером «Цусима» и вступил с ним в бой. Получив серьёзные повреждения «Новик» был вынужден выйти из боя, а после получение данных радиоперехвата о присутствии в этом районе других японских кораблей, командир предпочёл затопить крейсер на мелководье.
Крейсер «Диана» в ходе дневного боя 28 июля 1904 года получил подводное повреждение. Командир крейсера князь Ливен принял решение идти в Сайгон, куда он и прибыл 8 августа 1904 года. Однако Япония оказала сильный дипломатический нажим на Францию, в результате чего крейсер был вынужден разоружиться 29 августа 1904 года. «Паллада», вернувшаяся в Порт-Артур, в числе других кораблей Первой Тихоокеанской эскадры попала под обстрел тяжёлой осадной артиллерии японцев на финальном этапе обороны крепости. 24 ноября 1904 года, крейсер, получивший тяжёлые повреждения от 280-мм снарядов японских гаубиц, лёг на грунт Западного бассейна Порт-Артурской гавани.
Японский флот в ходе борьбы за Порт-Артур лишился двух бронепалубных крейсеров. 15 мая 1904 года «Ёсино» был протаранен в тумане японским же броненосным крейсером «Касуга» и затонул. «Такасаго» подорвался на русской мине 12 декабря 1904 года и затонул на следующий день.

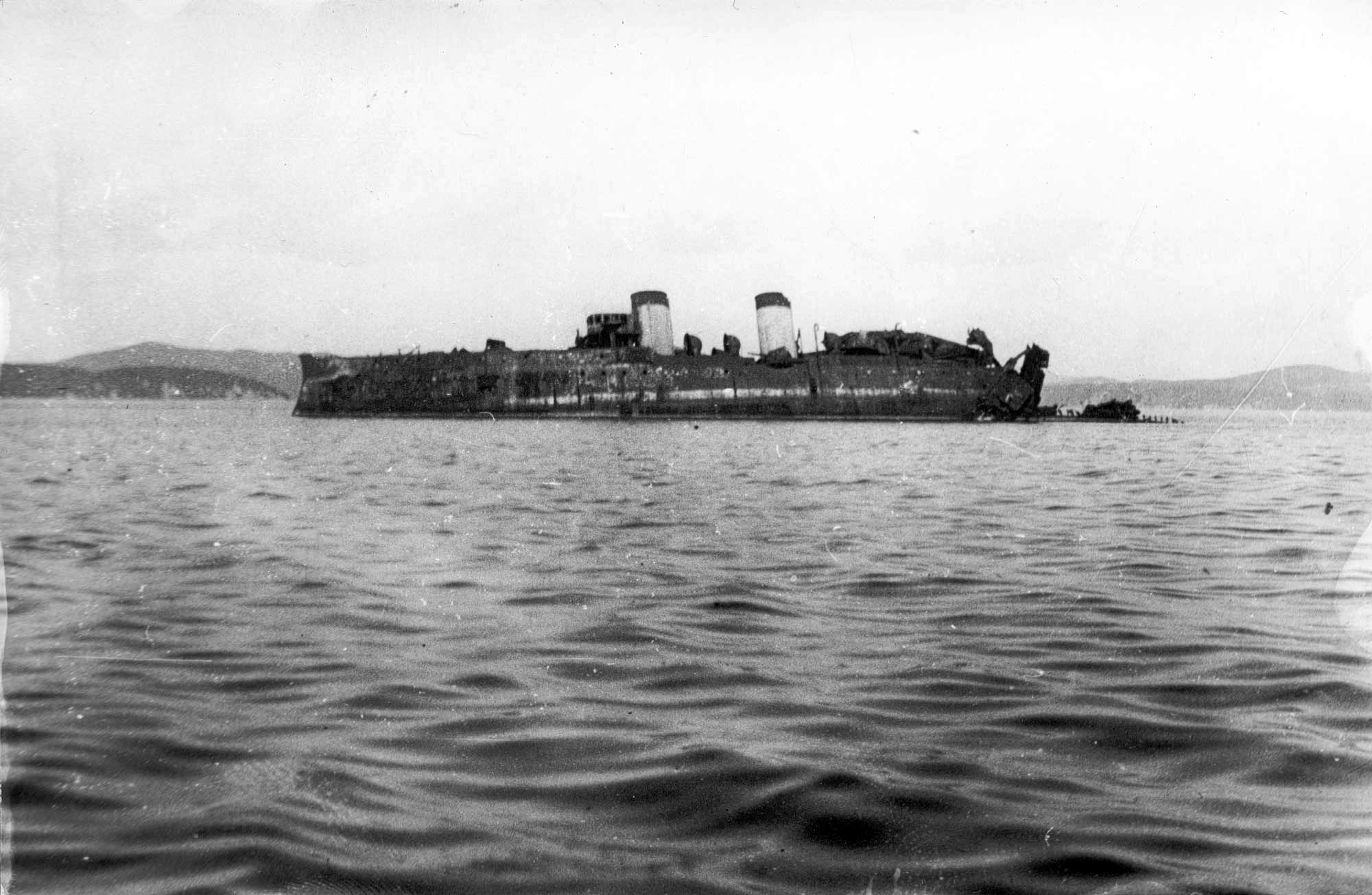
Остов бронепалубного крейсера «Изумруд» в бухте Владимира.

В состав Второй Тихоокеанской эскадры входило 5 бронепалубных крейсеров. «Олег» и «Аврора» были включены в Крейсерский отряд, которым командовал контр-адмирал Энквист. В составе Разведывательного отряда числились «Светлана», «Жемчуг» и «Изумруд», а командовал разведчиками командир «Светланы» капитан I ранга Шеин. Командующий эскадрой вице-адмирал З. П. Рожественский держал крейсера при главных силах, почти не используя их для разведки. Перед началом Цусимского сражения 14 мая 1905 года командующий приказал «Жемчугу» и «Изумруду» быть при броненосцах, а прочим крейсерам охранять транспорты.

Задача, поставленная в бою крейсерскому и разведывательному отрядам была невыполнима из-за значительного превосходства крейсерских сил противника. Ограниченные в возможности маневра, привязанные к охраняемым транспортам, наши крейсера принуждены были к обороне пассивной. Решительно атаковать тот или иной боевой отряд противника они не могли, так как пришлось бы оставить транспорты.
— Крестьянинов В. Я. Цусимское сражение 14—15 мая 1905 г.
В ходе дневного боя 14 мая 1905 года русские крейсера с трудом отбивали атаки превосходящих японских сил, но за исключением «Светланы» тяжёлых повреждений не получили. У японских крейсеров особо тяжёлых повреждений также не было, хотя «Нанива» и «Касаги» временно выходили из боя. С наступлением ночи русские силы разделились. Повреждённая «Светлана» пыталась самостоятельно прорваться во Владивосток, но утром 15 мая 1905 года была перехвачена двумя японскими бронепалубными крейсерами и миноносцем. После неравного боя у острова Дажелет русский крейсер получил тяжёлые повреждения и исчерпал боезапас главного калибра. В связи с этим командир крейсера приказал затопить корабль. Сам он при этом погиб, как и значительная часть команды. Крейсер «Изумруд» находился вместе с остатками русской эскадры утром 15 мая 1905 года. Когда контр-адмирал Небогатов приказал своим кораблям сдаться, командир «Изумруда» барон Ферзен отказался его выполнить и прорвался через кольцо окружения. Однако из-за минной опасности и нехватки топлива крейсер пошёл не во Владивосток, а в залив Владимира, где в тумане налетел на каменную гряду. Неясность обстановки и нервное напряжение привели Ферзена к решению взорвать крейсер. Крейсерский отряд Энквиста в составе «Олега», «Авроры» и «Жемчуга» в течение ночи неоднократно пытался продвинуться в сторону Владивостока, но каждый раз отворачивал, опасаясь японских миноносцев. Потеряв главные силы, крейсера отправились сначала в Шанхай, затем изменили курс на Манилу, куда прибыли 20 мая 1905 года и были интернированы.

## Последние бронепалубные крейсера

### Бронепалубные крейсера Великобритании

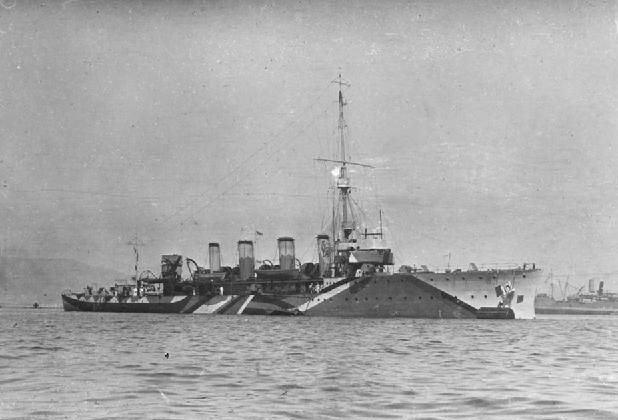
Крейсер-скаут «Эдвенчур».

Построив к началу XX века множество бронепалубных крейсеров, британцы убедились, что в 1900-х годах они, в силу своей тихоходности, оказались непригодны для выполнения важнейшей тактической задачи — ведения разведки при эскадре. Потребовалась новая разновидность крейсеров, которые стали именоваться в Королевском флоте крейсерами-скаутами. На них возлагались задачи ведения разведки, лидирования эсминцев и борьбы с лёгкими силами противника. Поскольку считалось, что театром будущих военных действий станет Северное море, показатели дальности и мореходности не считались критически важными.

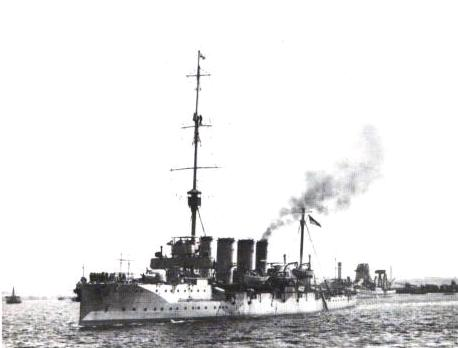
Бронепалубный крейсер «Бристоль».

В попытке выработать хороший проект опытным путём, Адмиралтейство выдало заказ на первые 8 скаутов четырём различным фирмам, по 2 единицы каждой. Задавались лишь самые общие требования, в остальном проектировщикам предоставлялась свобода. В результате флот получил 4 пары весьма разных крейсеров. Защита скаутов типов «Эдвенчур» и «Сентинел» обеспечивалась лишь броневой палубой, типы «Форвард» и «Патфайндер» получили ещё и бортовой пояс. Совершенно разными были корпусные конструкции. В остальном крейсера были похожи — скорость 25 узлов и крайне слабое вооружение из 76-мм пушек. Вся восьмёрка вошла в строй в 1905 году.
Неудовлетворённые экспериментом, моряки предпочли заказывать следующие скауты одному производителю, но к успеху это не привело. В 1909—1910 годах флот пополнила пара скаутов типа «Бодицея». Несмотря на применение паровых турбин, скорость не повысилась, вооружение, состоявшее теперь из 102-мм орудий, всё равно оставалось очень слабым, а защита, включавшая лишь тонкую броневую палубу, была чисто символической. Немногим лучше оказалась и следующая пара типа «Блонд», построенная к 1910—1911 годам. Последними бронепалубными крейсерами Британской постройки стали 3 скаута типа «Эктив», поставленные в 1911—1913 годах и также оказавшиеся неудачными.
Потерпев провал со скаутами, реформаторы Королевского флота, во главе с Джоном Фишером, планировали вообще отказаться от развития малых крейсеров и передать их функции крупным эсминцам. Но такое решение оставляло протяженные коммуникации Британской империи без защиты от быстроходных рейдеров противника. Поэтому было решено создать подкласс океанского скаута. Первыми такими крейсерами стали 5 единиц типа «Бристоль», вошедших в строй в 1910 году. Имея водоизмещение около 5000 тонн, они оснащались паровыми турбинами, развивали скорость 25 узлов. А их вооружение представляло собой комбинацию 102-мм и 152-мм орудий. Их защита, ограниченная броневой палубой, оставалась слабой и пробивалась даже осколками. В 1911—1912 годах флот пополнили 4 крейсера типа «Веймут». Водоизмещение крейсеров выросло, в сравнении с предшественниками, скорость и защита остались на прежнем уровне, но вооружение теперь было однородным и состояло и 152-мм пушек. На этом развитие британских бронепалубных крейсеров закончилось и Королевский флот стал развивать класс лёгких крейсеров, защищённых броневым поясом. К их числу были отнесены также и типы «Бристоль» и «Веймут».

### Бронепалубные крейсера Германии

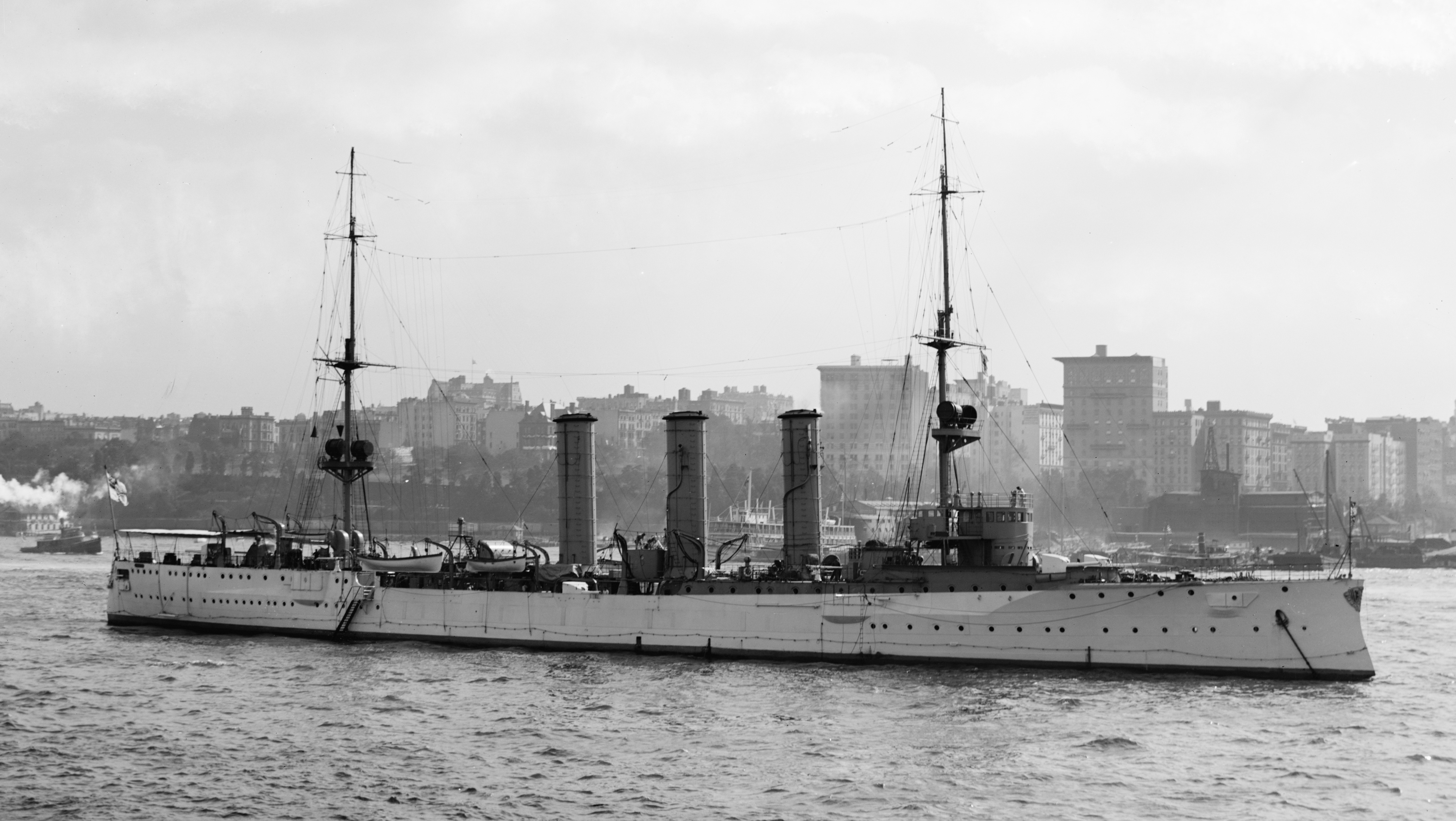
Бронепалубный крейсер «Дрезден».

Для развития германских бронепалубных крейсеров предвоенных лет было характерно постепенное возрастание размеров и улучшение характеристик. Немцы стремились создать универсальный малый крейсер, который с одинаковым успехом мог бы и вести разведку при эскадре и действовать на коммуникациях. Стремление к увеличению скорости привело к появлению типа «Кёнигсберг» (нем. Königsberg), 4 единицы которого вошли в строй в 1907—1908 годах. На этом типе немецкие судостроители продолжили свои эксперименты — «Штеттин», в отличие от трёх других крейсеров получил вместо паровых машин турбины и оказался на 1 узел быстроходнее. Ещё более крупными и быстроходными оказались два крейсера типа «Дрезден» (нем. Dresden), причем паровые турбины имел лишь головной корабль. Оба пополнили флот в 1908—1909 годах.
Последними немецкими бронепалубными крейсерами стали 4 единицы типа «Кольберг» (нем. Kolberg), достроенные в 1909—1911 годах. Теперь уже все крейсера были оснащены турбинами, развивали скорость около 27 узлов, а водоизмещение вновь выросло. После этого германский флот также предпочёл развивать класс полноценных лёгких крейсеров с броневым поясом. До декабря 1914 года все малые крейсера Германии оснащались 105-мм орудиями в качестве главного калибра и это очень дорого обошлось немецким морякам в первый год Первой мировой войны.

### Бронепалубные крейсера прочих стран

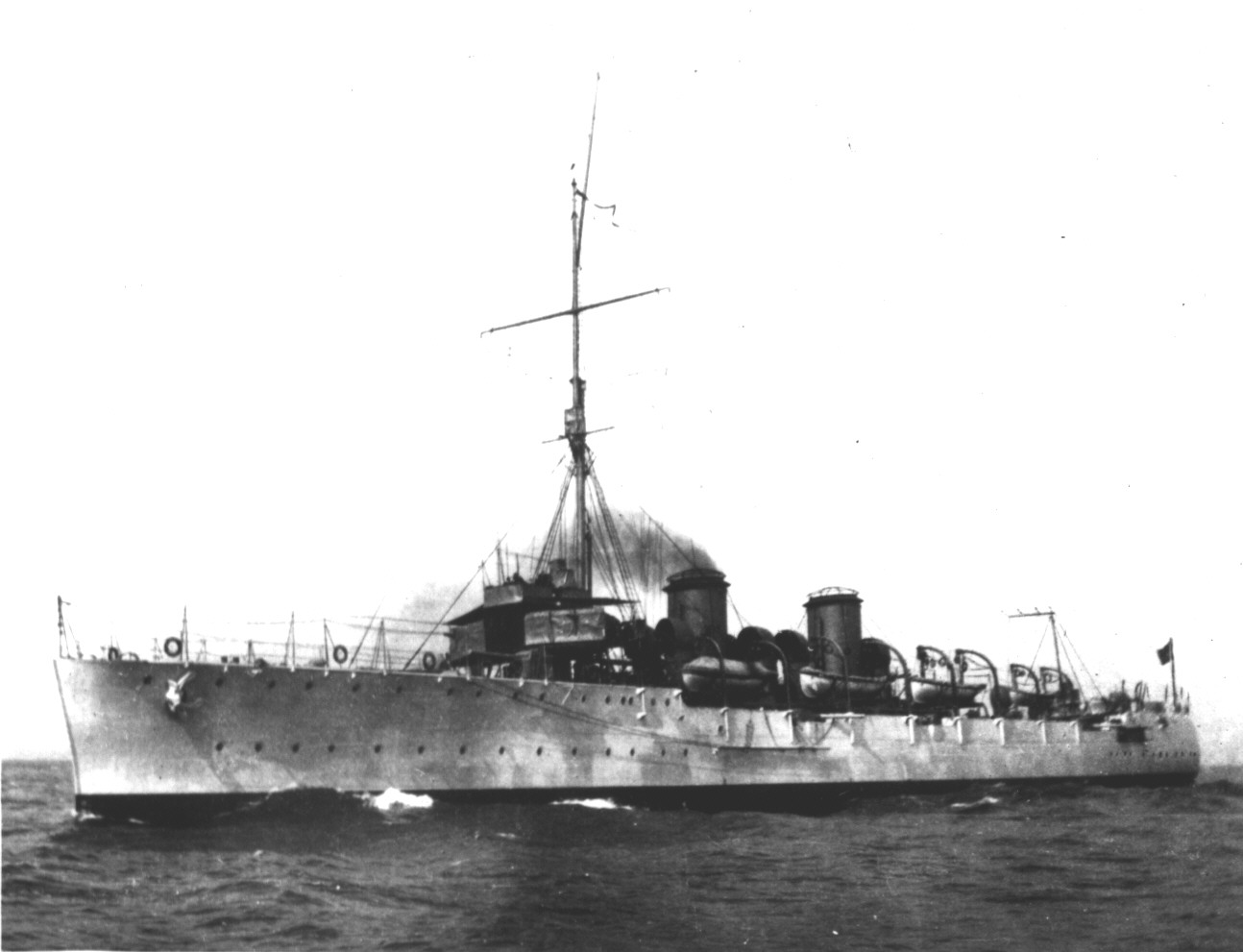
Бронепалубный крейсер «Байя».

Российский флот перед Первой мировой войной предпочёл развивать тип крупного лёгкого крейсера, воплотившийся в проект «Светлана» и имевший полноценное бортовой бронирование. Однако для Сибирской флотилии в Германии, в 1913 году, были заказаны два бронепалубных крейсера типа «Муравьёв-Амурский». После начала военных действий немцы конфисковали эти корабли и ввели их в состав своего флота как тип «Пиллау».

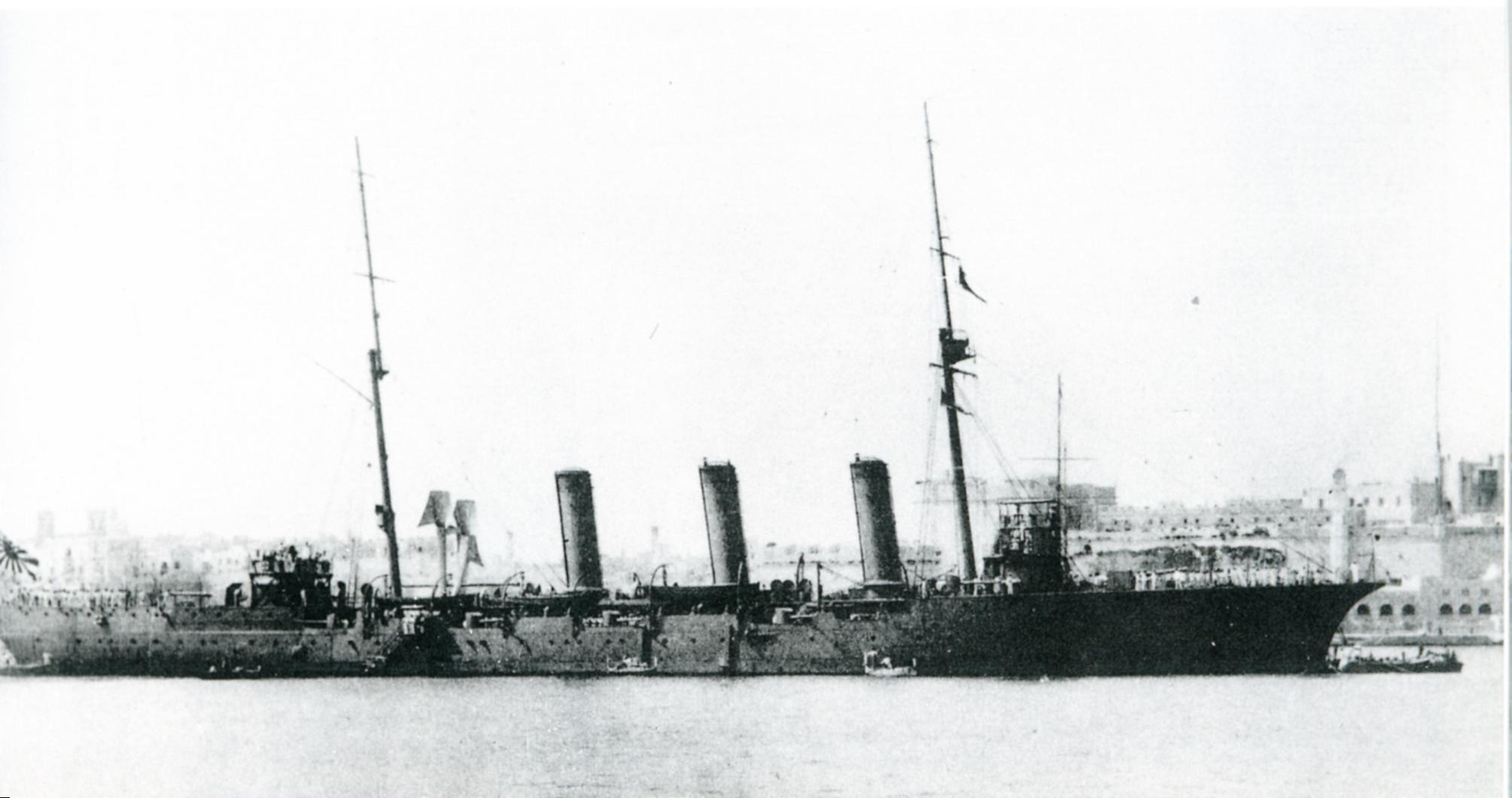
«Тонэ» в 1911 году

В Японии появился первый самостоятельно разработанный проект бронепалубного крейсера — «Тонэ». На крейсер были установлены две паровые машины суммарной мощностью 15 000 л. с. «Тонэ» стал последним строившимся в Японии крейсером, оснащённым паровыми машинами.
Итальянцы попробовали повторить британский опыт со скаутами. «Куарто», вошедший в строй в 1913 году, был слабо вооружён, слабо защищён, зато его скорость превысила 28 узлов. В 1914 году итальянский флот пополнили два бронепалубных крейсера типа «Нино Биксио», более крупных, менее быстроходных и столь же плохо вооружённых и защищённых. В итальянском флоте они и числились скаутами (итал. esploratori).
В Китае в 1910 году была принята обширная программа строительства мощного флота. Революция 1911 года и последовавшие за ней потрясения не позволила реализовать эти планы, но из заказанных за границей трёх бронепалубных крейсеров, два — «Чао-Хо» и «Ин-Суэй» вошли в состав флота в 1911 — 1912 годах. Небольшие и слабо вооружённые корабли имели низкую скорость хода и ограниченные боевые возможности. Третий из заказанных крейсеров — «Фэй-Хун», удалось продать Греции, во флот которой он попал в 1914 году под названием «Элле».
Два бронепалубных крейсера типа «Байя» (порт. Bahia), построенных в Великобритании, в 1910 году получил бразильский флот. Не отличаясь особой боевой мощью, они показали себя прекрасными ходоками, развив на испытаниях 27 узлов.
Последними бронепалубными крейсерами в истории должны были стать французские «эскадренные разведчики» (фр. Éclaireur d’escadre). Не имея к 1914 году ни одного современного крейсера, французские моряки очень нуждались в быстроходных кораблях. Проект «Ламотт-Пике» (фр. Lamotte Picquet) получился неоднозначным. Вооружение из 8 138-мм орудий не представляло собой ничего особенного, бронирование было крайне слабым, и лишь скорость 29 узлов находилась на уровне требований. Впрочем, даже в таком виде крейсера, которых планировалось построить 10 единиц, очень пригодились бы французскому флоту, но начало Первой мировой войны не позволило даже заложить их.

## Бронепалубные крейсера в Первой мировой войне
К началу Первой мировой войны бронепалубные крейсера считались уже устаревшим классом кораблей. Тем не менее, в большинстве стран — участниц войны именно они составляли основу крейсерских сил. Всего в составах флотов числилось 144 бронепалубных крейсера различных типов, ещё более 60 бронепалубных крейсеров были переклассифицированы в различные вспомогательные суда как устаревшие.
| Бронепалубные крейсера флотов Первой мировой войны             |                |                |                    |        |        |     |                   |         |        |
| Класс крейсеров                                                | Австро-Венгрия | Великобритания | Германская империя | Италия | Россия | США | Османская империя | Франция | Япония |
| Турбинные бронепалубные крейсера                               | 0              | 10             | 7                  | 0      | 0      | 0   | 0                 | 0       | 0      |
| Бронепалубные крейсера с паровыми машинами                     | 5              | 25             | 26                 | 9      | 8      | 16  | 2                 | 13      | 10     |
| Бронепалубные крейсера-скауты                                  | 0              | 11             | 0                  | 3      | 0      | 0   | 0                 | 0       | 0      |
| Устаревшие бронепалубные крейсера, прошедшие переклассификацию | 2              | 40             | 13                 | 3      | 0      | 0   | 0                 | 0       | 5      |

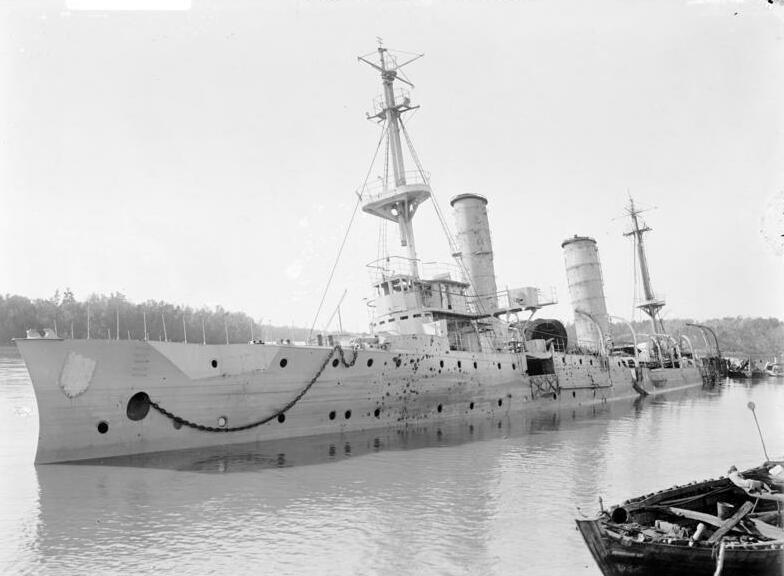
«Кёнигсберг», полузатопленный в русле реки Руфиджи. Июль 1915 г.

В первый период военных действий командование германского флота пыталось вести против судоходства Антанты крейсерскую войну и держало на коммуникациях противника эскадру адмирала Шпее, а также несколько одиночных крейсеров — в общей сложности 2 броненосных, 5 бронепалубных и 1 лёгкий крейсера. Из числа бронепалубных крейсеров наиболее отличился «Эмден», нанёсший существенный урон британской морской торговле в Индийском океане и потопивший русский бронепалубный крейсер «Жемчуг». «Эмден», в свою очередь, был уничтожен австралийским лёгким крейсером «Сидней». «Лейпциг», «Нюрнберг» и «Дрезден» входили в состав эскадры Шпее и приняли участие в Коронельском бою, в частности, «Нюрнберг» добил тяжело повреждённый британский броненосный крейсер «Монмут». «Лейпциг» и «Нюрнберг» погибли в бою у Фолклендских островов, в неравной схватке с британскими броненосными крейсерами, «Дрезден» стал жертвой британских крейсеров позже, когда он был застигнут врасплох и потоплен практически без сопротивления. «Кёнигсберг», действовавший в Индийском океане, добился лишь одного существенного успеха, потопив британский бронепалубный крейсер «Пегасус», а потом скрывался в русле африканской реки Руфиджи, где продержался до июля 1915 года, приковав к себе значительные британские силы. В целом, несмотря на отдельные успехи, добиться дезорганизации морских перевозок противника немецким крейсерам не удалось и эта роль перешла к подводным лодкам.
Ещё трёх бронепалубных крейсеров германский флот лишился в ходе набега британцев на Гельголандскую бухту. «Майнц», «Кёльн» и «Ариадне» погибли в неравном бою, причём два последних под огнём британских линейных крейсеров, которым они совершенно не могли противостоять. В первых сражениях выявилась слабость вооружения немецких малых крейсеров. Их 105-миллиметровые пушки оказались слишком лёгким оружием и немцы регулярно попадали в тяжёлые ситуации при встрече с британскими крейсерами, вооружёнными 152-миллиметровой артиллерией. Поэтому с 1915 года начинается перевооружение уцелевших крейсеров на орудия калибра 150 мм.
Австро-венгерский флот с самого начала войны держался очень осторожно, поскольку его противники обладали заметным перевесом на море. Ещё более ухудшилось положение со вступлением в войну Италии. Активность австро-венгерских кораблей ограничивалась набеговыми операциями и обстрелами побережья, к которым привлекались, в основном, современные корабли. Бронепалубные крейсера использовались ограниченно. Тем не менее, один бронепалубный крейсер флот двуединой монархии потерял. Им стал «Зента», который 16 августа 1914 года столкнулся с главными силами французского флота и был ими потоплен после храброго, но безнадёжного сопротивления.

## Общая оценка класса бронепалубных крейсеров
Появление класса бронепалубных крейсеров изначально было результатом компромисса между потребностью в мощных боевых единицах и необходимостью иметь много крейсеров. Оснастить все корабли полноценной защитой в виде комбинации броневого пояса и броневой палубы не представлялось возможным по экономическим соображениям. С учётом скромных характеристик паровых машин и невысокого качества тогдашней брони, такие крейсера выходили слишком большими и дорогими. Поэтому был выбран средний путь обеспечения приемлемой боевой живучести за умеренную цену.
Пока артиллерия оставалась не скорострельной, а снаряды начинялись дымным порохом, представлялось, что бронепалубные крейсера в целом отвечают своим задачам. Лишь строительство больших бронепалубных крейсеров признавалось явной ошибкой. Морские сражения японо-китайской и испано-американской войн, проходившие с участием бронепалубных крейсеров, в условиях явного превосходства одной из сторон, казалось бы, подтверждали боевую эффективность этого типа. Совершенно другой боевой опыт дала русско-японская война, в которой столкнулись два сопоставимых противника. Применения скорострельной артиллерии, стрелявшей бризантными снарядами, приводило к тяжёлым повреждениям и потере боеспособности бронепалубными крейсерами, даже без пробития броневой палубы и её скосов.

В результате корабли, не прикрытые в достаточной степени бронёй, стали очень уязвимыми. «Защищённые», то есть бронепалубные военные суда, обладавшие только располагавшейся на уровне ватерлинии броневой палубой, могли потерять всю артиллерию, сгореть или просто затонуть, пусть и сохранив при этом уже бесполезные машины и погреба.
— Кофман В. «Бронированный ёж» и его потомки
На отказ от дальнейшего развития бронепалубных крейсеров повлияли и другие обстоятельства. В начале XX века стали доступны два важных технологических новшества — паровые турбины и высокопрочная броня. Турбины, обладавшие заметно лучшими характеристиками удельной и агрегатной мощности, позволили резко поднять энерговооружённость кораблей, а новая цементированная броня с легирующими добавками обеспечивала солидный уровень защиты при умеренном весе. Хотя первые турбинные крейсера по инерции оставались бронепалубными, конструкторы достаточно быстро пришли к созданию нового класса — лёгких крейсеров, после начала строительства которых, закладка бронепалубных кораблей потеряла смысл.

### Общие
- Боевые корабли мира: Крейсера
- [militera.lib.ru/tw/shershov_ap/index.html К истории военного кораблестроения]

### По типам кораблей
- [www.wunderwaffe.narod.ru/Magazine/Stapel/Zhem/index.htm Крейсера «Жемчуг» и «Изумруд»]
- [www.wunderwaffe.narod.ru/Magazine/MK/2005_01/index.htm Крейсера типа «Жемчуг»]
- [www.wunderwaffe.narod.ru/Magazine/Stapel/Diana/index.htm Крейсера «Диана», «Паллада», «Аврора»]
- [www.wunderwaffe.narod.ru/WeaponBook/Aurora/index.html Крейсер «Аврора»]
- [www.wunderwaffe.narod.ru/Magazine/Midel/03/index.htm Крейсер «Новик»]
- [www.wunderwaffe.narod.ru/Magazine/Midel/05/index.htm Крейсер «Боярин»]
- [www.wunderwaffe.narod.ru/Magazine/Midel/09/index.htm Крейсер «Аскольд»]
- [www.wunderwaffe.narod.ru/Magazine/MK/1996_01/index.htm Крейсер «Аскольд» (М-К)]
- [www.wunderwaffe.narod.ru/Magazine/MK/2003_03/index.htm Крейсер «Варяг»]
- [www.wunderwaffe.narod.ru/Magazine/MK/2006_01/index.htm Крейсер «Олег»]
- [www.wunderwaffe.narod.ru/WeaponBook/Ochakov/index.html Крейсер «Очаков»]
- [www.wunderwaffe.narod.ru/Magazine/MK/2006_06/index.htm Крейсера типа «Рейна Рехенте»]